# Giải bóng đá Vô địch Quốc gia 2023
Giải bóng đá Vô địch Quốc gia 2023, tên gọi chính thức là Giải bóng đá Vô địch Quốc gia Night Wolf 2023 (tiếng Anh: Night Wolf V.League 1 – 2023) vì lý do tài trợ, là mùa giải chuyên nghiệp thứ 23 và là mùa giải thứ 40 của Giải bóng đá Vô địch Quốc gia. Đây là năm thứ hai Công ty cổ phần Sâm Ngọc Linh Kon Tum làm nhà tài trợ chính của giải đấu và cũng là năm cuối cùng giải diễn ra theo lịch thi đấu trong năm truyền thống. Giải bắt đầu vào ngày 3 tháng 2 và kết thúc vào ngày 27 tháng 8 năm 2023.
Toàn bộ suất tham dự các giải đấu cấp câu lạc bộ của AFC mùa giải 2023–24 hoàn toàn được xác định theo kết quả của mùa giải trước; còn mùa giải 2023–24 sẽ xác định đội tham dự các giải đấu cấp câu lạc bộ của AFC mùa giải 2024–25.

## Thay đổi trong mùa giải

### Thay đổi đội bóng
| Thăng hạng từ V.League 2 – 2022 - Công an Hà Nội (đổi tên từ Công an Nhân dân) - Khánh Hòa | Xuống hạng đến V.League 2 – 2023 - Sài Gòn |

### Thể thức thi đấu
Giải đấu áp dụng thể thức của mùa giải 2020:
- Giai đoạn 1: Gồm 13 lượt trận, kết quả này sẽ chia 14 đội thành 2 nhóm: 8 đội xếp trên vào Nhóm A, 6 đội còn lại vào Nhóm B. Điểm số của các đội được giữ nguyên khi bước vào giai đoạn 2.
- Giai đoạn 2:
  - Nhóm A (Tranh chức vô địch): Các đội thi đấu vòng tròn một lượt 7 vòng đấu, 4 đội đứng đầu giai đoạn một thi đấu 4 trận sân nhà, 4 đội còn lại thi đấu 3 trận sân nhà. Đội xếp thứ nhất của giai đoạn 2 sẽ là nhà vô địch của giải, đội về nhì sẽ là đội á quân.
  - Nhóm B (Tranh suất trụ hạng): Có 1 suất xuống hạng duy nhất. Các đội thi đấu vòng tròn một lượt 5 vòng đấu. Các đội hạng 9-11 ở giai đoạn một thi đấu 3 trận sân nhà, 3 đội còn lại thi đấu 2 trận sân nhà. Đội xếp thứ 14 sẽ xuống hạng, thi đấu tại V.League 2 mùa giải 2023–24.

### Chuyển giao mùa giải
Mùa giải 2023 sẽ là lần cuối cùng V.League 1 được thi đấu theo lịch trong năm. Từ mùa giải 2023–24, giải sẽ diễn ra theo lịch thi đấu vắt năm (năm cũ–năm mới) theo khuyến nghị của Liên đoàn bóng đá châu Á và quay trở lại thể thức thi đấu hai lượt trận.

### Tiền thưởng
Đội vô địch mùa giải 2023 sẽ nhận được số tiền thưởng trị giá 5 tỉ đồng, tăng lên so với 3 tỉ đồng của mùa trước. Đội á quân được thưởng 2,5 tỉ đồng và đội xếp thứ ba được 1,25 tỉ đồng.

### Đối tác truyền thông
Ngày 1 tháng 11 năm 2022, VPF và Công ty cổ phần viễn thông FPT (FPT Telecom) đã ký kết hợp tác chiến lược cùng gói bản quyền truyền hình mới trong 5 mùa giải, bắt đầu từ mùa giải 2023 đến mùa giải 2026–27. Tất cả các trận đấu trong khuôn khổ V.League 1 được FPT Telecom tường thuật trực tiếp trên các hạ tầng gồm mặt đất, cáp, vệ tinh, IPTV, Internet, di động, trình chiếu công cộng và khai thác trên mạng xã hội.

### Suất cầu thủ
Ngày 5 tháng 11 năm 2022, Hội nghị Ban chấp hành Liên đoàn Bóng đá Việt Nam (VFF) lần thứ 11 khóa VIII họp và đưa ra những thay đổi quan trọng liên quan tới việc sử dụng cầu thủ ở các giải bóng đá. Các đội dự V.League 1, giải hạng Nhất được đăng ký một cầu thủ Việt kiều chưa có quốc tịch Việt Nam (suất cầu thủ này không ảnh hưởng đến suất ngoại binh của các câu lạc bộ). Giải đấu sẽ vận hành theo luật "3 + 1", trong đó mỗi đội được phép đăng ký tối đa 3 cầu thủ nước ngoài và 1 cầu thủ Việt kiều chưa có quốc tịch Việt Nam trong một thời điểm. Các câu lạc bộ tham gia các giải đấu châu lục được bổ sung 1 ngoại binh châu Á từ giai đoạn 2.

### Công tác trọng tài
Nhằm đáp ứng và thử nghiệm công nghệ mới, VPF đã quyết định áp dụng thử nghiệm trợ lý trọng tài video (VAR) trong một số trận đấu ở mùa giải này. Trận đấu thuộc vòng 3 giai đoạn 2 giữa Viettel và Hồng Lĩnh Hà Tĩnh vào ngày 27 tháng 7 năm 2023 là trận đấu đầu tiên có sự xuất hiện của VAR.

## Các đội tham dự

### Sân vận động
| Becamex Bình Dương      | Hoàng Anh Gia Lai | Công an Hà Nội, Hà Nội, Viettel | Đông Á Thanh Hóa       |
| ----------------------- | --- | --- | ---------------------- |
| Sân vận động Gò Đậu     | Sân vận động Pleiku | Sân vận động Hàng Đẫy | Sân vận động Thanh Hóa |
| Sức chứa: 18.250        | Sức chứa: 12.000 | Sức chứa: 22.500 | Sức chứa: 14.000       |
|                         | | |                        |
| Hải Phòng               | Becamex Bình DươngThép Xanh Nam ĐịnhHà NộiHải PhòngHoàng Anh Gia LaiThành phố Hồ Chí MinhHồng Lĩnh Hà TĩnhKhánh HòaTopenland Bình ĐịnhSHB Đà NẵngSông Lam Nghệ AnĐông Á Thanh HóaCác đội tại Hà Nội · Hà Nội · Viettel · Công an Hà Nội · Địa điểm các đội bóng tham dự V.League 1 - 2023 | Becamex Bình DươngThép Xanh Nam ĐịnhHà NộiHải PhòngHoàng Anh Gia LaiThành phố Hồ Chí MinhHồng Lĩnh Hà TĩnhKhánh HòaTopenland Bình ĐịnhSHB Đà NẵngSông Lam Nghệ AnĐông Á Thanh HóaCác đội tại Hà Nội · Hà Nội · Viettel · Công an Hà Nội · Địa điểm các đội bóng tham dự V.League 1 - 2023 | Hồng Lĩnh Hà Tĩnh      |
| Sân vận động Lạch Tray  | Becamex Bình DươngThép Xanh Nam ĐịnhHà NộiHải PhòngHoàng Anh Gia LaiThành phố Hồ Chí MinhHồng Lĩnh Hà TĩnhKhánh HòaTopenland Bình ĐịnhSHB Đà NẵngSông Lam Nghệ AnĐông Á Thanh HóaCác đội tại Hà Nội · Hà Nội · Viettel · Công an Hà Nội · Địa điểm các đội bóng tham dự V.League 1 - 2023 | Becamex Bình DươngThép Xanh Nam ĐịnhHà NộiHải PhòngHoàng Anh Gia LaiThành phố Hồ Chí MinhHồng Lĩnh Hà TĩnhKhánh HòaTopenland Bình ĐịnhSHB Đà NẵngSông Lam Nghệ AnĐông Á Thanh HóaCác đội tại Hà Nội · Hà Nội · Viettel · Công an Hà Nội · Địa điểm các đội bóng tham dự V.League 1 - 2023 | Sân vận động Hà Tĩnh   |
| Sức chứa: 30.000        | Becamex Bình DươngThép Xanh Nam ĐịnhHà NộiHải PhòngHoàng Anh Gia LaiThành phố Hồ Chí MinhHồng Lĩnh Hà TĩnhKhánh HòaTopenland Bình ĐịnhSHB Đà NẵngSông Lam Nghệ AnĐông Á Thanh HóaCác đội tại Hà Nội · Hà Nội · Viettel · Công an Hà Nội · Địa điểm các đội bóng tham dự V.League 1 - 2023 | Becamex Bình DươngThép Xanh Nam ĐịnhHà NộiHải PhòngHoàng Anh Gia LaiThành phố Hồ Chí MinhHồng Lĩnh Hà TĩnhKhánh HòaTopenland Bình ĐịnhSHB Đà NẵngSông Lam Nghệ AnĐông Á Thanh HóaCác đội tại Hà Nội · Hà Nội · Viettel · Công an Hà Nội · Địa điểm các đội bóng tham dự V.League 1 - 2023 | Sức chứa: 15.000       |
|                         | Becamex Bình DươngThép Xanh Nam ĐịnhHà NộiHải PhòngHoàng Anh Gia LaiThành phố Hồ Chí MinhHồng Lĩnh Hà TĩnhKhánh HòaTopenland Bình ĐịnhSHB Đà NẵngSông Lam Nghệ AnĐông Á Thanh HóaCác đội tại Hà Nội · Hà Nội · Viettel · Công an Hà Nội · Địa điểm các đội bóng tham dự V.League 1 - 2023 | Becamex Bình DươngThép Xanh Nam ĐịnhHà NộiHải PhòngHoàng Anh Gia LaiThành phố Hồ Chí MinhHồng Lĩnh Hà TĩnhKhánh HòaTopenland Bình ĐịnhSHB Đà NẵngSông Lam Nghệ AnĐông Á Thanh HóaCác đội tại Hà Nội · Hà Nội · Viettel · Công an Hà Nội · Địa điểm các đội bóng tham dự V.League 1 - 2023 |                        |
| Khánh Hòa               | Becamex Bình DươngThép Xanh Nam ĐịnhHà NộiHải PhòngHoàng Anh Gia LaiThành phố Hồ Chí MinhHồng Lĩnh Hà TĩnhKhánh HòaTopenland Bình ĐịnhSHB Đà NẵngSông Lam Nghệ AnĐông Á Thanh HóaCác đội tại Hà Nội · Hà Nội · Viettel · Công an Hà Nội · Địa điểm các đội bóng tham dự V.League 1 - 2023 | Becamex Bình DươngThép Xanh Nam ĐịnhHà NộiHải PhòngHoàng Anh Gia LaiThành phố Hồ Chí MinhHồng Lĩnh Hà TĩnhKhánh HòaTopenland Bình ĐịnhSHB Đà NẵngSông Lam Nghệ AnĐông Á Thanh HóaCác đội tại Hà Nội · Hà Nội · Viettel · Công an Hà Nội · Địa điểm các đội bóng tham dự V.League 1 - 2023 | Sông Lam Nghệ An       |
| Sân vận động 19 tháng 8 | Becamex Bình DươngThép Xanh Nam ĐịnhHà NộiHải PhòngHoàng Anh Gia LaiThành phố Hồ Chí MinhHồng Lĩnh Hà TĩnhKhánh HòaTopenland Bình ĐịnhSHB Đà NẵngSông Lam Nghệ AnĐông Á Thanh HóaCác đội tại Hà Nội · Hà Nội · Viettel · Công an Hà Nội · Địa điểm các đội bóng tham dự V.League 1 - 2023 | Becamex Bình DươngThép Xanh Nam ĐịnhHà NộiHải PhòngHoàng Anh Gia LaiThành phố Hồ Chí MinhHồng Lĩnh Hà TĩnhKhánh HòaTopenland Bình ĐịnhSHB Đà NẵngSông Lam Nghệ AnĐông Á Thanh HóaCác đội tại Hà Nội · Hà Nội · Viettel · Công an Hà Nội · Địa điểm các đội bóng tham dự V.League 1 - 2023 | Sân vận động Vinh      |
| Sức chứa: 18.000        | Becamex Bình DươngThép Xanh Nam ĐịnhHà NộiHải PhòngHoàng Anh Gia LaiThành phố Hồ Chí MinhHồng Lĩnh Hà TĩnhKhánh HòaTopenland Bình ĐịnhSHB Đà NẵngSông Lam Nghệ AnĐông Á Thanh HóaCác đội tại Hà Nội · Hà Nội · Viettel · Công an Hà Nội · Địa điểm các đội bóng tham dự V.League 1 - 2023 | Becamex Bình DươngThép Xanh Nam ĐịnhHà NộiHải PhòngHoàng Anh Gia LaiThành phố Hồ Chí MinhHồng Lĩnh Hà TĩnhKhánh HòaTopenland Bình ĐịnhSHB Đà NẵngSông Lam Nghệ AnĐông Á Thanh HóaCác đội tại Hà Nội · Hà Nội · Viettel · Công an Hà Nội · Địa điểm các đội bóng tham dự V.League 1 - 2023 | Sức chứa: 18.000       |
|                         | Becamex Bình DươngThép Xanh Nam ĐịnhHà NộiHải PhòngHoàng Anh Gia LaiThành phố Hồ Chí MinhHồng Lĩnh Hà TĩnhKhánh HòaTopenland Bình ĐịnhSHB Đà NẵngSông Lam Nghệ AnĐông Á Thanh HóaCác đội tại Hà Nội · Hà Nội · Viettel · Công an Hà Nội · Địa điểm các đội bóng tham dự V.League 1 - 2023 | Becamex Bình DươngThép Xanh Nam ĐịnhHà NộiHải PhòngHoàng Anh Gia LaiThành phố Hồ Chí MinhHồng Lĩnh Hà TĩnhKhánh HòaTopenland Bình ĐịnhSHB Đà NẵngSông Lam Nghệ AnĐông Á Thanh HóaCác đội tại Hà Nội · Hà Nội · Viettel · Công an Hà Nội · Địa điểm các đội bóng tham dự V.League 1 - 2023 |                        |
| Thành phố Hồ Chí Minh   | SHB Đà Nẵng | Thép Xanh Nam Định | Topenland Bình Định    |
| Sân vận động Thống Nhất | Sân vận động Hòa Xuân | Sân vận động Thiên Trường | Sân vận động Quy Nhơn  |
| Sức chứa: 15.000        | Sức chứa: 20.000 | Sức chứa: 30.000 | Sức chứa: 20.000       |
|                         | | |                        |

### Nhân sự, nhà tài trợ và áo đấu
Lưu ý: Cờ cho biết đội tuyển quốc gia như đã được xác định theo quy tắc đủ điều kiện FIFA. Cầu thủ có thể có nhiều quốc tịch không thuộc FIFA.
| Đội bóng              | Huấn luyện viên    | Đội trưởng                                                                                       | Nhà sản xuất áo đấu | Nhà tài trợ chính (trên áo đấu) |
| --------------------- | ------------------ | ------------------------------------------------------------------------------------------------ | ------------------- | ------------------------------- |
| Becamex Bình Dương    | Lê Huỳnh Đức       | Nguyễn Tiến Linh Rimario Gordon                                                                  | Kamito              | Becamex IDC                     |
| Công an Hà Nội        | Trần Tiến Đại      | Hồ Tấn Tài Vũ Văn Thanh Huỳnh Tấn Sinh Đoàn Văn Hậu                                              | Kamito              | Công an Hà Nội                  |
| Đông Á Thanh Hóa      | Velizar Popov      | Nguyễn Minh Tùng Lê Phạm Thành Long Lê Văn Thắng Gustavo Santos Bruno Cantanhede Nguyễn Thái Sơn | Jogarbola           | Dong A Group                    |
| Hà Nội                | Božidar Bandović   | Nguyễn Văn Quyết Nguyễn Thành Chung Đỗ Hùng Dũng Đỗ Duy Mạnh Phạm Thành Lương                    | Jogarbola           | BaF Meat T&T Group              |
| Hải Phòng             | Chu Đình Nghiêm    | Nguyễn Hải Huy Joseph Mpande                                                                     | Jogarbola           | Không                           |
| Hoàng Anh Gia Lai     | Kiatisuk Senamuang | Huỳnh Tuấn Linh Nguyễn Tuấn Anh Trần Minh Vương                                                  | Mizuno              | Carabao                         |
| Hồng Lĩnh Hà Tĩnh     | Nguyễn Thành Công  | Đinh Thanh Trung Trần Phi Sơn Janclesio Almeida                                                  | Grand Sport         | Bia Sao Vàng                    |
| Khánh Hòa             | Võ Đình Tân        | Lê Duy Thanh Nguyễn Văn Việt Phạm Trùm Tỉnh                                                      | Kamito              | KN Cam Ranh                     |
| SHB Đà Nẵng           | Phạm Minh Đức      | Hoàng Minh Tâm Lâm Anh Quang Phan Văn Long Đặng Anh Tuấn Maurício Pinto Lucão do Break           | Kamito              | SHB                             |
| Sông Lam Nghệ An      | Phan Như Thuật     | Quế Ngọc Hải Phạm Xuân Mạnh                                                                      | Grand Sport         | Gạo A An                        |
| Thành phố Hồ Chí Minh | Vũ Tiến Thành      | Ngô Tùng Quốc Hoàng Vũ Samson                                                                    | Kelme               | Không                           |
| Thép Xanh Nam Định    | Vũ Hồng Việt       | Nguyễn Hạ Long Nguyễn Hữu Tuấn Trần Nguyên Mạnh Đinh Viết Tú Dương Thanh Hào                     | Kelme               | Thép Xanh Xuân Thiện            |
| Topenland Bình Định   | Nguyễn Đức Thắng   | Đặng Văn Lâm Đỗ Văn Thuận                                                                        | Kamito              | TopenLand                       |
| Viettel               | Thạch Bảo Khanh    | Bùi Tiến Dũng Nguyễn Hoàng Đức                                                                   | Li-Ning             | Viettel TV360                   |

### Số đội theo khu vực
| Số lượng | Khu vực                | Đội                                                              |
| -------- | ---------------------- | ---------------------------------------------------------------- |
| 5        | Đồng bằng sông Hồng    | Hải Phòng, Hà Nội, Công an Hà Nội, Thép Xanh Nam Định và Viettel |
| 3        | Bắc Trung Bộ           | Đông Á Thanh Hóa, Hồng Lĩnh Hà Tĩnh, và Sông Lam Nghệ An         |
| 3        | Duyên hải Nam Trung Bộ | SHB Đà Nẵng, Khánh Hòa và Topenland Bình Định                    |
| 2        | Đông Nam Bộ            | Becamex Bình Dương và Thành phố Hồ Chí Minh                      |
| 1        | Tây Nguyên             | Hoàng Anh Gia Lai                                                |

### Thay đổi huấn luyện viên
| Đội bóng           | Huấn luyện viên đi    | Hình thức    | Ngày rời đi          | Vị trí xếp hạng | Huấn luyện viên đến | Ngày đến             |
| ------------------ | --------------------- | ------------ | -------------------- | --------------- | ------------------- | -------------------- |
| Công an Hà Nội     | Thạch Bảo Khanh       | Hết hợp đồng | 16 tháng 11 năm 2022 | Trước mùa giải  | Paulo Foiani        | 2 tháng 12 năm 2022  |
| Đông Á Thanh Hóa   | Svetislav Tanasijevic | Tạm quyền    | 2 tháng 12 năm 2022  | Trước mùa giải  | Velizar Popov       | 3 tháng 12 năm 2022  |
| Hà Nội             | Chun Jae-ho           | Tạm quyền    | 8 tháng 12 năm 2022  | Trước mùa giải  | Božidar Bandović    | 3 tháng 1 năm 2023   |
| Viettel            | Bae Ji-won            | Tạm quyền    | Tháng 12 năm 2022    | Trước mùa giải  | Thạch Bảo Khanh     | 15 tháng 12 năm 2022 |
| Becamex Bình Dương | Lư Đình Tuấn          | Từ chức      | 23 tháng 2 năm 2023  | Thứ 13          | Nguyễn Quốc Tuấn    | 23 tháng 2 năm 2023  |
| Công an Hà Nội     | Paulo Foiani          | Sa thải      | 27 tháng 4 năm 2023  | Thứ 5           | Flavio Cruz         | 27 tháng 4 năm 2023  |
| Becamex Bình Dương | Nguyễn Quốc Tuấn      | Tạm quyền    | 12 tháng 5 năm 2023  | Thứ 14          | Lê Huỳnh Đức        | 12 tháng 5 năm 2023  |
| SHB Đà Nẵng        | Phan Thanh Hùng       | Sa thải      | 2 tháng 6 năm 2023   | Thứ 14          | Phạm Minh Đức       | 2 tháng 6 năm 2023   |
| Sông Lam Nghệ An   | Nguyễn Huy Hoàng      | Từ chức      | 3 tháng 6 năm 2023   | Thứ 11          | Phan Như Thuật      | 3 tháng 6 năm 2023   |
| Công an Hà Nội     | Flavio Cruz           | Tạm quyền    | 22 tháng 8 năm 2023  | Thứ 1           | Trần Tiến Đại       | 22 tháng 8 năm 2023  |

### Cầu thủ nước ngoài
| Câu lạc bộ            | Cầu thủ 1          | Cầu thủ 2            | Cầu thủ 3            | Cầu thủ 4 (Cầu thủ châu Á, chỉ dành cho đội dự giải đấu của AFC) | Cầu thủ 5 (Cầu thủ Việt kiều chưa có quốc tịch Việt Nam) | Cầu thủ 6 (Cầu thủ nhập tịch)              | Cầu thủ 7 (Cầu thủ Việt kiều có quốc tịch Việt Nam)1 | Cầu thủ cũ                                              | Cầu thủ bị loại khỏi danh sách thi đấu |
| --------------------- | ------------------ | -------------------- | -------------------- | ---------------------------------------------------------------- | -------------------------------------------------------- | ------------------------------------------ | ---------------------------------------------------- | ------------------------------------------------------- | -------------------------------------- |
| Becamex Bình Dương    | Rimario Gordon     | Nicholas Olsen       | Vinicius Cassius     |                                                                  |                                                          | Kizito Trung Hiếu                          | Steven Đặng                                          | João Guilherme Barcelos Moses Oloya Guy Olivier N'Diaye |                                        |
| Công an Hà Nội        | Raphael Success    | Jhon Cley            | Gustavo Henrique     | Filip Nguyễn                                                     |                                                          |                                            | Patrik Lê Giang                                      | Juvhel Tsoumou Elton Monteiro                           |                                        |
| Đông Á Thanh Hóa      | Gustavo Santos     | Paulo Conrado        | Bruno Cantanhede     |                                                                  |                                                          |                                            |                                                      |                                                         |                                        |
| Hà Nội                | Herlison Caion     | Milan Jevtović       | Marcão Silva         | Mirlan Murzaev                                                   |                                                          |                                            |                                                      | Lucão do Break William Henrique                         |                                        |
| Hải Phòng             | Joseph Mpande      | Yuri Mamute          | Bicou Bissainthe     | Benjamin Van Meurs                                               | Nguyễn Như Đức Anh                                       |                                            | Martin Lò                                            | Carlos Fernández                                        |                                        |
| Hoàng Anh Gia Lai     | Washington Brandão | Paollo Madeira       | Papé Diakité         |                                                                  |                                                          |                                            |                                                      |                                                         |                                        |
| Hồng Lĩnh Hà Tĩnh     | Janclesio Almeida  | Zé Paulo             | Abdoulaye Diallo     | Phạm Thanh Tiệp                                                  |                                                          |                                            |                                                      |                                                         |                                        |
| Khánh Hòa             | Yago Ramos         | Jairo Rodrigues      | Douglas Tardin       | Ryan Ha                                                          |                                                          |                                            | Douglas Mineiro Muacir Abdul                         |                                                         |                                        |
| SHB Đà Nẵng           | Lucão do Break     | Maurício Pinto       | Brandon Wilson       |                                                                  |                                                          |                                            | Aylton Alemão Rodrigo Dias Nicholas Olsen            |                                                         |                                        |
| Sông Lam Nghệ An      | Michael Olaha      | Jordy Soladio        | Vytas Gašpuitis      |                                                                  |                                                          |                                            |                                                      |                                                         |                                        |
| Thành phố Hồ Chí Minh | Daniel Green       | Brendon Lucas        | Victor Mansaray      | Patrik Lê Giang                                                  | Hoàng Vũ Samson                                          | Vincent Trọng Trí Guyenne                  | Alexander Bruce Jonny Campbell Lê Trung Vinh         |                                                         |                                        |
| Thép Xanh Nam Định    | Hendrio Araujo     | Douglas Coutinho     | André Luiz Guimaraes |                                                                  |                                                          |                                            | Wilker Henrique Dominic Vinicius Samuel Nnamani      |                                                         |                                        |
| Topenland Bình Định   | Rafaelson          | Jermie Lynch         | Marlon Rangel        | Viktor Le                                                        |                                                          | Adriano Schmidt Đặng Văn Lâm Mạc Hồng Quân | Ganiyu Oseni                                         |                                                         |                                        |
| Viettel               | Mohamed Essam      | Jahongir Abdumuminov | Jeferson Elias       |                                                                  |                                                          |                                            |                                                      | Geovane Magno                                           |                                        |

^1  Cầu thủ Việt kiều đã có quốc tịch Việt Nam được tính là nội binh.

### Đội hình
Mỗi câu lạc bộ được đăng ký từ 18 đến 30 cầu thủ, trong đó tối thiểu 3 thủ môn, tối đa 3 cầu thủ nước ngoài, 1 cầu thủ nước ngoài gốc Việt Nam và 1 cầu thủ Việt Nam gốc nước ngoài. Những câu lạc bộ chưa đăng ký chính thức đủ 30 cầu thủ sẽ được bổ sung tối đa 5 cầu thủ ở giai đoạn đăng ký tiếp theo; số lượng cầu thủ sau khi bổ sung tối đa là 30 cầu thủ.

## Bốc thăm
Lễ bốc thăm và xếp lịch thi đấu Giải bóng đá Vô địch Quốc gia Night Wolf 2023 đã diễn ra vào lúc 11 giờ ngày 26 tháng 12 năm 2022 tại Hội trường tầng 6, tòa nhà Handico, Phạm Hùng, Nam Từ Liêm, Hà Nội.

### Thứ tự bốc thăm
Gồm 2 lượt:
- Lượt 1: Ba câu lạc bộ Công an Hà Nội, Hà Nội & Viettel được bốc thăm ngẫu nhiên vào một trong ba mã số 1, 2 và 3 để thi đấu vòng 1.
- Lượt 2: Mười một câu lạc bộ còn lại được bốc thăm ngẫu nhiên vào các mã số còn lại từ 4 đến 14.

Sau khi xác định mã số của các câu lạc bộ, lịch thi đấu sân nhà - sân khách của câu lạc bộ ở mỗi vòng đấu sẽ được sắp xếp tương ứng đúng với lịch ở các bảng mã số di chuyển đã xây dựng để xếp lịch cho giải bóng đá vô địch quốc gia 2023.

### Mã số thi đấu các đội
| Mã số | Đội                |
| ----- | ------------------ |
| 01    | Công an Hà Nội     |
| 02    | Hà Nội             |
| 03    | Viettel            |
| 04    | Hồng Lĩnh Hà Tĩnh  |
| 05    | Hoàng Anh Gia Lai  |
| 06    | Becamex Bình Dương |
| 07    | Hải Phòng          |

| Mã số | Đội                   |
| ----- | --------------------- |
| 08    | Thành phố Hồ Chí Minh |
| 09    | Thép Xanh Nam Định    |
| 10    | SHB Đà Nẵng           |
| 11    | Sông Lam Nghệ An      |
| 12    | Đông Á Thanh Hóa      |
| 13    | Khánh Hòa             |
| 14    | Topenland Bình Định   |

## Khai mạc
Lễ khai mạc chính thức được diễn ra lúc 19:00 ngày 5 tháng 2 năm 2023 tại Sân vận động Hàng Đẫy, Đống Đa, Hà Nội với trận đấu khai mạc diễn ra lúc 19:15 giữa Viettel và Hà Nội.

## Phát sóng
Toàn bộ các trận đấu của Night Wolf V.League 1 – 2023 được trực tiếp trên các kênh sóng truyền hình và nền tảng sau:
- VTV: VTV5, VTV5 Tây Nam Bộ, VTV5 Tây Nguyên
- HTV: HTV Thể thao, HTV1, HTV Key
- Nền tảng trực tuyến: VTV Go, VTVcab ON, HTVC, MyTV, TV360, FPT Play

## Lịch thi đấu và kết quả

### Lịch thi đấu

#### Giai đoạn 1

##### Vòng 1
| 03 tháng 2 năm 2023 | Khánh Hòa                                                                                              | 1–2                      | Đông Á Thanh Hóa | Nha Trang, Khánh Hòa                                                  |  |
| 17:00               | - Lê Duy Thanh 6' - Jairo Rodrigues 42' - Lê Tiến Anh 79' - Douglas Minero 90' - Nguyễn Văn Việt 90+2' | Chi tiết FPT Play, TV360 | - Bruno Cantanhede 8' - Nguyễn Hữu Dũng 9' - Gustavo Santos 42' - Paulo Conrado 42' - Lâm Ti Phông 70' - Nguyễn Sỹ Nam 90+5' | Sân vận động: 19 tháng 8 Lượng khán giả: 8.000 Trọng tài: Ngô Duy Lân |  |

| 03 tháng 2 năm 2023 | Thép Xanh Nam Định             | 1–0                                    | Thành phố Hồ Chí Minh                   | Thành phố Nam Định, Nam Định                                               |  |
| 17:00               | - Hendrio Araujo 90+6' (ph.đ.) | Chi tiết FPT Play, HTV Thể thao, TV360 | - Chu Văn Kiên 43' - Jonny Campbell 89' | Sân vận động: Thiên Trường Lượng khán giả: 15.000 Trọng tài: Hoàng Ngọc Hà |  |

| 03 tháng 2 năm 2023 | Sông Lam Nghệ An                                            | 1–1                      | SHB Đà Nẵng                                                       | Thành phố Vinh, Nghệ An                                               |  |
| 18:00               | - Trần Nam Hải 45' - Phạm Xuân Mạnh 80' - Ngô Văn Lương 83' | Chi tiết FPT Play, TV360 | - Liễu Quang Vinh 38' - Hà Minh Tuấn 45+1' 87' - Võ Ngọc Toàn 80' | Sân vận động: Vinh Lượng khán giả: 4.000 Trọng tài: Nguyễn Trung Kiên |  |

| 03 tháng 2 năm 2023 | Công an Hà Nội                                                                                      | 5–0                      | Topenland Bình Định                                     | Đống Đa, Hà Nội                                                           |  |
| 19:15               | - Gustavo Henrique 19' - Jhon Cley 38' (ph.đ.) - Nguyễn Xuân Nam 53' - Juvhel Tsoumou 69', 81', 83' | Chi tiết FPT Play, TV360 | - Jermie Lynch 7' - Rafaelson 12' - Adriano Schmidt 59' | Sân vận động: Hàng Đẫy Lượng khán giả: 11.000 Trọng tài: Hoàng Thanh Bình |  |

| 04 tháng 2 năm 2023 | Hoàng Anh Gia Lai                                          | 0–0                                    | Hồng Lĩnh Hà Tĩnh | Pleiku, Gia Lai                                                    |  |
| 17:00               | - Châu Ngọc Quang 53' - Papé Diakité 75' - Võ Đình Lâm 86' | Chi tiết FPT Play, VTV5, VTV5TN, TV360 |                   | Sân vận động: Pleiku Lượng khán giả: 9.000 Trọng tài: Vũ Nguyên Vũ |  |

| 04 tháng 2 năm 2023 | Hải Phòng                                                                  | 2–2                                    | Becamex Bình Dương                                                                  | Quận Ngô Quyền, Hải Phòng                                                 |  |
| 19:15               | - Phạm Trung Hiếu 22' - Carlos Fernández 86' (ph.đ.) - Joseph Mpande 90+2' | Chi tiết FPT Play, HTV Thể thao, TV360 | - Rimario Gordon 2', 77' 52' - Đoàn Hải Quân 3' - Tống Anh Tỷ 12' - Moses Oloya 37' | Sân vận động: Lạch Tray Lượng khán giả: 6.000 Trọng tài: Nguyễn Viết Duẩn |  |

| 05 tháng 2 năm 2023 | Viettel                                                              | 1–1                            | Hà Nội                                                             | Đống Đa, Hà Nội                                                         |  |
| 19:15               | - Bùi Tiến Dũng 4' - Nguyễn Đức Hoàng Minh 17' - Trần Danh Trung 86' | Chi tiết FPT Play, VTV5, TV360 | - Lê Xuân Tú 25' - Nguyễn Văn Quyết 69' (ph.đ.) - Marcão Silva 77' | Sân vận động: Hàng Đẫy Lượng khán giả: 5.000 Trọng tài: Nguyễn Mạnh Hải |  |

##### Vòng 2
| 07 tháng 2 năm 2023 | Đông Á Thanh Hóa                                                                                                  | 0–0                                    | Sông Lam Nghệ An                         | Thành phố Thanh Hóa, Thanh Hóa                                          |  |
| 18:00               | - Nguyễn Trọng Hùng 45' - HLV Velizar Popov 58' - Nguyễn Hữu Dũng 74' - Gustavo Santos 81' - Bruno Cantanhede 89' | Chi tiết FPT Play, HTV Thể thao, TV360 | - Thái Bá Sang 32' - Vytas Gašpuitis 69' | Sân vận động: Thanh Hóa Lượng khán giả: 5.000 Trọng tài: Trương Hồng Vũ |  |

| 07 tháng 2 năm 2023 | Topenland Bình Định                                       | 3–0                            | Khánh Hòa                                                         | Quy Nhơn, Bình Định                                                  |  |
| 18:00               | - Rafaelson 77' - Phạm Văn Thành 80' - Jermie Lynch 90+1' | Chi tiết FPT Play, VTV5, TV360 | - Nguyễn Thanh Thụ 25' - Nguyễn Văn Ngọ 59' - Nguyễn Văn Việt 74' | Sân vận động: Quy Nhơn Lượng khán giả: 4.000 Trọng tài: Trần Văn Lập |  |

| 08 tháng 2 năm 2023 | Becamex Bình Dương                                                                                  | 1–1                      | Hoàng Anh Gia Lai     | Thủ Dầu Một, Bình Dương                                           |  |
| 17:00               | - João Guilherme Barcelos 35' - Trương Dũ Đạt 39' - Trần Đình Khương 41' - Rimario Gordon 59' 90+2' | Chi tiết FPT Play, TV360 | - Châu Ngọc Quang 51' | Sân vận động: Gò Đậu Lượng khán giả: 5.000 Trọng tài: Đỗ Thành Đệ |  |

| 08 tháng 2 năm 2023 | SHB Đà Nẵng | 0–1                      | Thép Xanh Nam Định                           | Quận Cẩm Lệ, Đà Nẵng                                                     |  |
| 17:00               |             | Chi tiết FPT Play, TV360 | - Dominic Vinicius 57' - Nguyễn Đình Sơn 61' | Sân vận động: Hòa Xuân Lượng khán giả: 6.000 Trọng tài: Nguyễn Ngọc Châu |  |

| 08 tháng 2 năm 2023 | Thành phố Hồ Chí Minh | 0–1                                    | Hải Phòng                                                         | Quận 10, Thành phố Hồ Chí Minh                                        |  |
| 19:15               | - Đào Quốc Gia 53'    | Chi tiết FPT Play, HTV Thể thao, TV360 | - Triệu Việt Hưng 39' - Bicou Bissainthe 50' - Nguyễn Hải Huy 66' | Sân vận động: Thống Nhất Lượng khán giả: 3.000 Trọng tài: Ngô Duy Lân |  |

| 09 tháng 2 năm 2023 | Hồng Lĩnh Hà Tĩnh  | 0–0                      | Viettel | Thành phố Hà Tĩnh, Hà Tĩnh                                             |  |
| 18:00               | - Trần Phi Sơn 76' | Chi tiết FPT Play, TV360 |         | Sân vận động: Hà Tĩnh Lượng khán giả: 6.000 Trọng tài: Trần Đình Thịnh |  |

| 09 tháng 2 năm 2023 | Hà Nội                                               | 2–0                            | Công an Hà Nội | Đống Đa, Hà Nội                                                           |  |
| 19:15               | - Nguyễn Văn Quyết 71', 82' - Nguyễn Thành Chung 77' | Chi tiết FPT Play, VTV5, TV360 |                | Sân vận động: Hàng Đẫy Lượng khán giả: 14.000 Trọng tài: Nguyễn Đình Thái |  |

##### Vòng 3
| 12 tháng 2 năm 2023 | Sông Lam Nghệ An                        | 1–1                      | Hải Phòng             | Thành phố Vinh, Nghệ An                                           |  |
| 18:00               | - Jordy Soladio 12' - Michael Olaha 50' | Chi tiết FPT Play, TV360 | - Nguyễn Tuấn Anh 10' | Sân vận động: Vinh Lượng khán giả: 5.000 Trọng tài: Hoàng Ngọc Hà |  |

| 12 tháng 2 năm 2023 | Đông Á Thanh Hóa                                                                                          | 1–0                            | SHB Đà Nẵng                                                                        | Thành phố Thanh Hóa, Thanh Hóa                                           |  |
| 18:00               | - Lâm Ti Phông 20' - Bruno Cantanhede 77' 90+3' - HLV Velizar Popov 88' - HLV thể lực Nikita Udovenko 88' | Chi tiết FPT Play, VTV5, TV360 | - Phạm Đình Duy 14' - Đào Nhật Minh 52' - Võ Ngọc Toàn 65' - Liễu Quang Vinh 90+3' | Sân vận động: Thanh Hóa Lượng khán giả: 7.000 Trọng tài: Nguyễn Mạnh Hải |  |

| 12 tháng 2 năm 2023 | Topenland Bình Định                 | 1–0                                    | Becamex Bình Dương                                              | Quy Nhơn, Bình Định                                                       |  |
| 18:00               | - Cao Văn Triền 36' - Rafaelson 71' | Chi tiết FPT Play, HTV Thể thao, TV360 | - Trương Dũ Đạt 47' - Đoàn Hải Quân 68' - Nguyễn Thanh Thảo 74' | Sân vận động: Quy Nhơn Lượng khán giả: 4.000 Trọng tài: Nguyễn Trung Kiên |  |

| 13 tháng 2 năm 2023 | Hồng Lĩnh Hà Tĩnh           | 2–3                      | Hà Nội                                                                                               | Thành phố Hà Tĩnh, Hà Tĩnh                                        |  |
| 18:00               | - Abdoulaye Diallo 11', 56' | Chi tiết FPT Play, TV360 | - Nguyễn Văn Quyết 15' - Đỗ Hùng Dũng 23' - Đỗ Duy Mạnh 50' - Phạm Tuấn Hải 90' - Vũ Minh Tuấn 90+1' | Sân vận động: Hà Tĩnh Lượng khán giả: 5.000 Trọng tài: Lê Vũ Linh |  |

| 13 tháng 2 năm 2023 | Thành phố Hồ Chí Minh                                                | 0–2                                    | Khánh Hòa                             | Quận 10, Thành phố Hồ Chí Minh                                         |  |
| 19:15               | - Nguyễn Vũ Tín 36' - CBPTKT Bùi Văn Nam 45+1' - Hoàng Vũ Samson 73' | Chi tiết FPT Play, HTV Thể thao, TV360 | - Ryan Ha 39' - Nguyễn Thành Nhân 83' | Sân vận động: Thống Nhất Lượng khán giả: 3.000 Trọng tài: Vũ Nguyên Vũ |  |

| 14 tháng 2 năm 2023 | Thép Xanh Nam Định                                                       | 2–2                      | Hoàng Anh Gia Lai                                    | Thành phố Nam Định, Nam Định                                                |  |
| 18:00               | - Dương Thanh Hào 2' - Đoàn Thanh Trường 84' - Nguyễn Phong Hồng Duy 87' | Chi tiết FPT Play, TV360 | - Châu Ngọc Quang 54' 79' - Washington Brandão 90+1' | Sân vận động: Thiên Trường Lượng khán giả: 18.000 Trọng tài: Trương Hồng Vũ |  |

| 14 tháng 2 năm 2023 | Công an Hà Nội                                                   | 1–2                            | Viettel                                                       | Đống Đa, Hà Nội                                                          |  |
| 19:15               | - Hoàng Văn Toản 53' - Hồ Tấn Tài 61' - Bùi Tiến Dũng 90' (l.n.) | Chi tiết FPT Play, VTV5, TV360 | - Geovane Magno 8' - Bùi Tiến Dũng 15' - Nguyễn Đức Chiến 63' | Sân vận động: Hàng Đẫy Lượng khán giả: 9.000 Trọng tài: Nguyễn Viết Duẩn |  |

##### Vòng 4
| 17 tháng 2 năm 2023 | Khánh Hòa                                                     | 2–2                      | Sông Lam Nghệ An                              | Nha Trang, Khánh Hòa                                                    |  |
| 17:00               | - Muacir Abdul 60' - Lê Duy Thanh 89' - Jairo Rodrigues 90+4' | Chi tiết FPT Play, TV360 | - Jordy Soladio 28' - Michael Olaha 67' 90+1' | Sân vận động: 19 tháng 8 Lượng khán giả: 5.000 Trọng tài: Mai Xuân Hùng |  |

| 17 tháng 2 năm 2023 | Becamex Bình Dương                                              | 1–2                                    | Thành phố Hồ Chí Minh                                          | Thủ Dầu Một, Bình Dương                                           |  |
| 17:00               | - Đoàn Hải Quân 14' - Rimario Gordon 45+1' - Trần Duy Khánh 55' | Chi tiết FPT Play, HTV Thể thao, TV360 | - Victor Mansaray 19' - Daniel Green 35' 37' - Võ Huy Toàn 45' | Sân vận động: Gò Đậu Lượng khán giả: 4.000 Trọng tài: Ngô Duy Lân |  |

| 17 tháng 2 năm 2023 | Hà Nội | 0–0                      | Đông Á Thanh Hóa                             | Đống Đa, Hà Nội                                                         |  |
| 19:15               |        | Chi tiết FPT Play, TV360 | - Trịnh Văn Lợi 56' - Lê Phạm Thành Long 79' | Sân vận động: Hàng Đẫy Lượng khán giả: 8.000 Trọng tài: Trần Đình Thịnh |  |

| 18 tháng 2 năm 2023 | SHB Đà Nẵng                                                                       | 2–3                      | Topenland Bình Định                                                                   | Quận Cẩm Lệ, Đà Nẵng                                                  |  |
| 17:00               | - Rodrigo Dias 22' - Maurício Pinto 38' - Phan Văn Long 45+1' - Đặng Anh Tuấn 85' | Chi tiết FPT Play, TV360 | - Rafaelson 10', 90+4' - Jermie Lynch 63' - Phan Ngọc Tín 37' 71' - Mạc Hồng Quân 69' | Sân vận động: Hòa Xuân Lượng khán giả: 5.000 Trọng tài: Trần Ngọc Nhớ |  |

| 18 tháng 2 năm 2023 | Hải Phòng                 | 2–3                            | Hồng Lĩnh Hà Tĩnh                                                                                    | Quận Ngô Quyền, Hải Phòng                                             |  |
| 19:15               | - Nguyễn Hải Huy 22', 60' | Chi tiết FPT Play, VTV5, TV360 | - Bùi Văn Đức 1' - Vũ Viết Triều 19' - Trần Phi Sơn 40' - Nguyễn Văn Đức 41' - Nguyễn Ngọc Thắng 81' | Sân vận động: Lạch Tray Lượng khán giả: 8.000 Trọng tài: Vũ Nguyên Vũ |  |

| 19 tháng 2 năm 2023 | Hoàng Anh Gia Lai                       | 1–1                                    | Công an Hà Nội                     | Pleiku, Gia Lai                                                         |  |
| 17:00               | - Papé Diakité 59' - Paollo Madeira 73' | Chi tiết FPT Play, VTV5, VTV5TN, TV360 | - Phan Văn Đức 76' - Jhon Cley 83' | Sân vận động: Pleiku Lượng khán giả: 11.000 Trọng tài: Nguyễn Ngọc Châu |  |

| 19 tháng 2 năm 2023 | Viettel                                    | 0–0                                    | Thép Xanh Nam Định                      | Đống Đa, Hà Nội                                                         |  |
| 19:15               | - Bùi Tiến Dũng 65' - Nguyễn Hoàng Đức 86' | Chi tiết FPT Play, HTV Thể thao, TV360 | - Hồ Khắc Ngọc 77' - Mai Xuân Quyết 85' | Sân vận động: Hàng Đẫy Lượng khán giả: 7.000 Trọng tài: Nguyễn Mạnh Hải |  |

##### Vòng 5
| 06 tháng 4 năm 2023 | Viettel                                                                                           | 1–4                                    | Hoàng Anh Gia Lai | Đống Đa, Hà Nội                                                          |  |
| 19:15               | - Bùi Tiến Dũng 10' 21' (ph.đ.) - Nguyễn Hữu Thắng 24' - Nguyễn Đức Chiến 69' - Phan Tuấn Tài 86' | Chi tiết FPT Play, HTV Thể thao, TV360 | - Châu Ngọc Quang 13' - Papé Diakité 17' - Trần Minh Vương 51' - Nguyễn Quốc Việt 67' - Paollo Madeira 69' 76' - Dụng Quang Nho 78' | Sân vận động: Hàng Đẫy Lượng khán giả: 3.500 Trọng tài: Hoàng Thanh Bình |  |

| 07 tháng 4 năm 2023 | Sông Lam Nghệ An      | 1–1                      | Becamex Bình Dương | Thành phố Vinh, Nghệ An                                          |  |
| 18:00               | - Vytas Gašpuitis 76' | Chi tiết FPT Play, TV360 | - Bùi Vĩ Hào 38'   | Sân vận động: Vinh Lượng khán giả: 3.500 Trọng tài: Trần Văn Lập |  |

| 07 tháng 4 năm 2023 | Thép Xanh Nam Định                                   | 1–1                            | Khánh Hòa                                                      | Thành phố Nam Định, Nam Định                                                |  |
| 18:00               | - Hoàng Văn Khánh 77' - Hendrio Araujo 90+7' (ph.đ.) | Chi tiết FPT Play, VTV5, TV360 | - Lê Tiến Anh 60' - Yago Ramos 86' 90+5' - Võ Ngọc Cường 90+4' | Sân vận động: Thiên Trường Lượng khán giả: 12.000 Trọng tài: Trương Hồng Vũ |  |

| 08 tháng 4 năm 2023 | Hồng Lĩnh Hà Tĩnh       | 0–0                      | SHB Đà Nẵng                                    | Thành phố Hà Tĩnh, Hà Tĩnh                                              |  |
| 18:00               | - Janclesio Almeida 29' | Chi tiết FPT Play, TV360 | - Giang Trần Quách Tân 27' - Đặng Anh Tuấn 35' | Sân vận động: Hà Tĩnh Lượng khán giả: 5.000 Trọng tài: Nguyễn Viết Duẩn |  |

| 08 tháng 4 năm 2023 | Topenland Bình Định | 0–1                      | Đông Á Thanh Hóa                                                   | Quy Nhơn, Bình Định                                                   |  |
| 18:00               |                     | Chi tiết FPT Play, TV360 | - Bruno Cantanhede 12' - Nguyễn Sỹ Nam 73' - Nguyễn Thanh Diệp 90' | Sân vận động: Quy Nhơn Lượng khán giả: 4.000 Trọng tài: Hoàng Ngọc Hà |  |

| 08 tháng 4 năm 2023 | Công an Hà Nội                                    | 1–1                            | Hải Phòng                                                                            | Đống Đa, Hà Nội                                                     |  |
| 19:15               | - Gustavo Henrique 7' 61' - Nguyễn Trọng Long 82' | Chi tiết FPT Play, VTV5, TV360 | - Bicou Bissainthe 11' - Phạm Mạnh Hùng 22' - Joseph Mpande 75' - Hồ Minh Dĩ 75' 82' | Sân vận động: Hàng Đẫy Lượng khán giả: 5.000 Trọng tài: Ngô Duy Lân |  |

| 08 tháng 4 năm 2023 | Thành phố Hồ Chí Minh                   | 1–3                                    | Hà Nội                                                                     | Quận 10, Thành phố Hồ Chí Minh                                             |  |
| 19:15               | - Võ Huy Toàn 30' - Victor Mansaray 46' | Chi tiết FPT Play, HTV Thể thao, TV360 | - Lucão do Break 38' 81' - Phạm Tuấn Hải 50' - Jonny Campbell 90+3' (l.n.) | Sân vận động: Thống Nhất Lượng khán giả: 5.000 Trọng tài: Nguyễn Đình Thái |  |

##### Vòng 6
| 11 tháng 4 năm 2023 | Hoàng Anh Gia Lai                                                   | 1–1                      | Khánh Hòa                              | Pleiku, Gia Lai                                                         |  |
| 17:00               | - Trần Đình Bảo 16' - Châu Ngọc Quang 44' - Nguyễn Thanh Nhân 45+1' | Chi tiết FPT Play, TV360 | - Jairo Rodrigues 46' - Yago Ramos 62' | Sân vận động: Pleiku Lượng khán giả: 9.000 Trọng tài: Nguyễn Trung Kiên |  |

| 11 tháng 4 năm 2023 | Thép Xanh Nam Định                               | 1–0                      | Sông Lam Nghệ An    | Thành phố Nam Định, Nam Định                                                 |  |
| 18:00               | - Nguyễn Phong Hồng Duy 37' - Mai Xuân Quyết 52' | Chi tiết FPT Play, TV360 | - Vương Văn Huy 58' | Sân vận động: Thiên Trường Lượng khán giả: 14.000 Trọng tài: Nguyễn Mạnh Hải |  |

| 12 tháng 4 năm 2023 | Becamex Bình Dương        | 1–2                      | Công an Hà Nội                                                             | Thủ Dầu Một, Bình Dương                                                |  |
| 17:00               | - Guy Olivier N'Diaye 76' | Chi tiết FPT Play, TV360 | - Lê Văn Đô 38' - Trần Văn Trung 40' - Giám đốc kỹ thuật Trần Tiến Đại 84' | Sân vận động: Gò Đậu Lượng khán giả: 5.000 Trọng tài: Nguyễn Đình Thái |  |

| 12 tháng 4 năm 2023 | SHB Đà Nẵng                | 0–0                                    | Viettel                 | Quận Cẩm Lệ, Đà Nẵng                                               |  |
| 18:00               | - Giang Trần Quách Tân 90' | Chi tiết FPT Play, HTV Thể thao, TV360 | - Nguyễn Thanh Bình 23' | Sân vận động: Hòa Xuân Lượng khán giả: 4.500 Trọng tài: Lê Vũ Linh |  |

| 12 tháng 4 năm 2023 | Đông Á Thanh Hóa | 4–1                            | Hồng Lĩnh Hà Tĩnh                                                                                         | Thành phố Thanh Hóa, Thanh Hóa                                            |  |
| 18:00               | - Paulo Conrado 69' (ph.đ.) - Janclesio Almeida 78' (l.n.) - Lê Thanh Bình 81' 82' - Nguyễn Hữu Dũng 86' - Lê Văn Thắng 90+4' | Chi tiết FPT Play, VTV5, TV360 | - Đào Văn Nam 27' - Nguyễn Trung Học 42' - Phạm Văn Long 65' - Nguyễn Xuân Hùng 89' - Ngô Xuân Toàn 90+1' | Sân vận động: Thanh Hóa Lượng khán giả: 5.000 Trọng tài: Hoàng Thanh Bình |  |

| 13 tháng 4 năm 2023 | Thành phố Hồ Chí Minh                                                                         | 1–1                                    | Topenland Bình Định                                                            | Quận 10, Thành phố Hồ Chí Minh                                         |  |
| 19:15               | - Lê Cao Hoài An 53' - Hoàng Vĩnh Nguyên 75' - Hoàng Vũ Samson 83' (ph.đ.) - Đào Quốc Gia 88' | Chi tiết FPT Play, HTV Thể thao, TV360 | - Đỗ Văn Thuận 21' - Cao Văn Triền 50' - Jermie Lynch 70' - Đỗ Thanh Thịnh 82' | Sân vận động: Thống Nhất Lượng khán giả: 4.000 Trọng tài: Vũ Nguyên Vũ |  |

| 13 tháng 4 năm 2023 | Hà Nội                                                  | 3–0                            | Hải Phòng | Đống Đa, Hà Nội                                                          |  |
| 19:15               | - Nguyễn Văn Quyết 2' (ph.đ.), 37' - Lucão do Break 80' | Chi tiết FPT Play, VTV5, TV360 |           | Sân vận động: Hàng Đẫy Lượng khán giả: 6.000 Trọng tài: Nguyễn Viết Duẩn |  |

##### Vòng 7
| 15 tháng 4 năm 2023 | Sông Lam Nghệ An                                                                                  | 3–1                      | Hoàng Anh Gia Lai            | Thành phố Vinh, Nghệ An                                          |  |
| 18:00               | - Michael Olaha 3' - Quế Ngọc Hải 25' - Jordy Soladio 36' - Đinh Xuân Tiến 58' - Đặng Văn Lắm 89' | Chi tiết FPT Play, TV360 | - Paollo Madeira 42' (ph.đ.) | Sân vận động: Vinh Lượng khán giả: 4.000 Trọng tài: Trần Văn Lập |  |

| 16 tháng 4 năm 2023 | Khánh Hòa          | 1–0                            | SHB Đà Nẵng                              | Nha Trang, Khánh Hòa                                                             |  |
| 17:00               | - Muacir Abdul 72' | Chi tiết FPT Play, VTV5, TV360 | - Đặng Anh Tuấn 35' - Hoàng Minh Tâm 66' | Sân vận động: 19 tháng 8 Lượng khán giả: 8.000 Trọng tài: Tuan Yaasin (Malaysia) |  |

| 16 tháng 4 năm 2023 | Hồng Lĩnh Hà Tĩnh                               | 3–0                      | Becamex Bình Dương | Thành phố Hà Tĩnh, Hà Tĩnh                                           |  |
| 18:00               | - Abdoulaye Diallo 26', 61' - Trần Văn Công 84' | Chi tiết FPT Play, TV360 |                    | Sân vận động: Hà Tĩnh Lượng khán giả: 4.000 Trọng tài: Hoàng Ngọc Hà |  |

| 16 tháng 4 năm 2023 | Công an Hà Nội                                                                                  | 4–0                                    | Thép Xanh Nam Định                      | Đống Đa, Hà Nội                                                      |  |
| 19:15               | - Nguyễn Xuân Nam 11' - Lê Văn Đô 58' - Jhon Cley 64' - Bùi Tiến Dụng 75' - Hà Văn Phương 90+3' | Chi tiết FPT Play, HTV Thể thao, TV360 | - Hồ Khắc Ngọc 21' - Mai Xuân Quyết 47' | Sân vận động: Hàng Đẫy Lượng khán giả: 9.000 Trọng tài: Vũ Nguyên Vũ |  |

| 17 tháng 4 năm 2023 | Đông Á Thanh Hóa                                                                                        | 5–3                                    | Thành phố Hồ Chí Minh | Thành phố Thanh Hóa, Thanh Hóa                                                            |  |
| 18:00               | - Nguyễn Trọng Hùng 28' - Gustavo Santos 33' 53' - Paulo Conrado 36' - A Mít 75' - Bruno Cantanhede 76' | Chi tiết FPT Play, HTV Thể thao, TV360 | - Võ Huy Toàn 10' - Lê Cao Hoài An 27' - Dương Văn Trung 35' - Hoàng Vũ Samson 44', 89' - Đào Quốc Gia 59' - Victor Mansaray 63' (ph.đ.) | Sân vận động: Thanh Hóa Lượng khán giả: 7.000 Trọng tài: Razlan Joffri Bin Ali (Malaysia) |  |

| 17 tháng 4 năm 2023 | Topenland Bình Định                                      | 3–1                            | Hà Nội | Quy Nhơn, Bình Định                                                     |  |
| 18:00               | - Rafaelson 44', 62' (ph.đ.), 90+4' - Đỗ Văn Thuận 90+1' | Chi tiết FPT Play, VTV5, TV360 | - Phạm Tuấn Hải 42' - Lucão do Break 49' - Quan Văn Chuẩn 60' - Nguyễn Thành Chung 76' - Bùi Hoàng Việt Anh 84' - Nguyễn Văn Quyết 90+5' (hết trận) | Sân vận động: Quy Nhơn Lượng khán giả: 6.500 Trọng tài: Nguyễn Mạnh Hải |  |

| 17 tháng 4 năm 2023 | Hải Phòng            | 0–0                      | Viettel               | Quận Ngô Quyền, Hải Phòng                                                 |  |
| 19:15               | - Nguyễn Văn Đạt 67' | Chi tiết FPT Play, TV360 | - Trần Mạnh Cường 63' | Sân vận động: Lạch Tray Lượng khán giả: 5.500 Trọng tài: Nguyễn Đình Thái |  |

##### Vòng 8
| 19 tháng 5 năm 2023 | Hoàng Anh Gia Lai                               | 2–2                      | Đông Á Thanh Hóa                                                      | Pleiku, Gia Lai                                                        |  |
| 17:00               | - Trần Minh Vương 23' - Đinh Thanh Bình 87' 88' | Chi tiết FPT Play, TV360 | - Nguyễn Minh Tùng 27' - Paulo Conrado 53' 59' - Bruno Cantanhede 77' | Sân vận động: Pleiku Lượng khán giả: 6.000 Trọng tài: Nguyễn Ngọc Châu |  |

| 20 tháng 5 năm 2023 | Thép Xanh Nam Định                                                                 | 1–1                            | Hải Phòng                                   | Thành phố Nam Định, Nam Định                                                   |  |
| 18:00               | - Samuel Nnamani 5' - Nguyễn Đình Sơn 10' - Hồ Khắc Ngọc 36' - Nguyễn Hữu Tuấn 72' | Chi tiết FPT Play, VTV5, TV360 | - Joseph Mpande 38' - Lê Trung Hiếu 48' 82' | Sân vận động: Thiên Trường Lượng khán giả: 15.000 Trọng tài: Nguyễn Trung Kiên |  |

| 20 tháng 5 năm 2023 | Sông Lam Nghệ An                        | 2–2                      | Hồng Lĩnh Hà Tĩnh                       | Thành phố Vinh, Nghệ An                                          |  |
| 18:00               | - Michael Olaha 60' - Jordy Soladio 71' | Chi tiết FPT Play, TV360 | - Nguyễn Trung Học 45+4' - Zé Paulo 58' | Sân vận động: Vinh Lượng khán giả: 6.500 Trọng tài: Trần Văn Lập |  |

| 20 tháng 5 năm 2023 | Viettel                                                                                       | 2–1                                    | Topenland Bình Định    | Đống Đa, Hà Nội                                                         |  |
| 19:15               | - Bùi Tiến Dũng 14' - Nhâm Mạnh Dũng 38' - Nguyễn Đức Chiến 51' - Nguyễn Hoàng Đức 60', 90+2' | Chi tiết FPT Play, HTV Thể thao, TV360 | - Hà Đức Chinh 84' 85' | Sân vận động: Hàng Đẫy Lượng khán giả: 2.000 Trọng tài: Trần Đình Thịnh |  |

| 21 tháng 5 năm 2023 | Khánh Hòa                          | 1–1                      | Becamex Bình Dương                                                   | Nha Trang, Khánh Hòa                                                   |  |
| 17:00               | - Muacir Abdul 33' - Ryan Ha 45+1' | Chi tiết FPT Play, TV360 | - Đoàn Hải Quân 45+2' - Nguyễn Thành Lộc 52' - Nguyễn Thanh Thảo 83' | Sân vận động: 19 tháng 8 Lượng khán giả: 7.000 Trọng tài: Vũ Nguyên Vũ |  |

| 21 tháng 5 năm 2023 | Thành phố Hồ Chí Minh                                                                                              | 3–5                                    | Công an Hà Nội | Quận 10, Thành phố Hồ Chí Minh                                        |  |
| 19:15               | - Jonny Campbell 7' - Hoàng Vũ Samson 20' - Victor Mansaray 31' - Nguyễn Tăng Tiến 32' - Huỳnh Tấn Sinh 65' (l.n.) | Chi tiết FPT Play, HTV Thể thao, TV360 | - Jhon Cley 2' - Vũ Văn Thanh 8' (ph.đ.), 26' - Sầm Ngọc Đức 20' - Huỳnh Tấn Sinh 23' - Đoàn Văn Hậu 35' - Nguyễn Trọng Long 43' - Trần Văn Trung 71' | Sân vận động: Thống Nhất Lượng khán giả: 5.000 Trọng tài: Ngô Duy Lân |  |

| 22 tháng 5 năm 2023 | Hà Nội                                                                                      | 1–1                            | SHB Đà Nẵng                                                             | Đống Đa, Hà Nội                                                       |  |
| 19:15               | - Phạm Tuấn Hải 9' - Trương Văn Thái Quý 28' - Bùi Hoàng Việt Anh 90+3' - Lê Văn Xuân 90+4' | Chi tiết FPT Play, VTV5, TV360 | - Hoàng Minh Tâm 13' - Lucão do Break 44' (l.n.) - Maurício Pinto 90+6' | Sân vận động: Hàng Đẫy Lượng khán giả: 5.000 Trọng tài: Trần Ngọc Nhớ |  |

##### Vòng 9
| 26 tháng 5 năm 2023 | Topenland Bình Định | 1–1                                    | Thép Xanh Nam Định                        | Quy Nhơn, Bình Định                                                      |  |
| 18:00               | - Rafaelson 72'     | Chi tiết FPT Play, HTV Thể thao, TV360 | - Hoàng Xuân Tân 18' - Samuel Nnamani 25' | Sân vận động: Quy Nhơn Lượng khán giả: 6.000 Trọng tài: Nguyễn Đình Thái |  |

| 26 tháng 5 năm 2023 | Công an Hà Nội                                     | 2–1                            | Sông Lam Nghệ An                                                    | Đống Đa, Hà Nội                                                        |  |
| 19:15               | - Lê Văn Đô 54' - Vũ Văn Thanh 58' - Jhon Cley 66' | Chi tiết FPT Play, VTV5, TV360 | - Nguyễn Trọng Hoàng 13' - Phạm Xuân Mạnh 60' - Trần Đình Hoàng 60' | Sân vận động: Hàng Đẫy Lượng khán giả: 13.000 Trọng tài: Mai Xuân Hùng |  |

| 26 tháng 5 năm 2023 | Hải Phòng | 2–1                      | Khánh Hòa             | Quận Ngô Quyền, Hải Phòng                                                 |  |
| 19:15               | - Phạm Mạnh Hùng 5' - Nguyễn Hải Huy 13' - Triệu Việt Hưng 18' - Đặng Văn Tới 48' - Carlos Fernández 69' (ph.đ.) | Chi tiết FPT Play, TV360 | - Jairo Rodrigues 56' | Sân vận động: Lạch Tray Lượng khán giả: 6.000 Trọng tài: Nguyễn Viết Duẩn |  |

| 27 tháng 5 năm 2023 | Becamex Bình Dương                                                                                                  | 1–1                      | Hà Nội                                                                                   | Thủ Dầu Một, Bình Dương                                                |  |
| 17:00               | - Nguyễn Thành Lộc 33' - Rimario Gordon 53' - Nguyễn Thanh Thảo 64' - Nguyễn Tiến Linh 73' - Trần Đình Khương 90+1' | Chi tiết FPT Play, TV360 | - Marcão Silva 32' - Phạm Thành Lương 75' - Nguyễn Văn Tùng 82' - Nguyễn Thành Chung 89' | Sân vận động: Gò Đậu Lượng khán giả: 3.500 Trọng tài: Hoàng Thanh Bình |  |

| 27 tháng 5 năm 2023 | SHB Đà Nẵng                            | 1–1                                    | Hoàng Anh Gia Lai                                                                                             | Cẩm Lệ, Đà Nẵng                                                    |  |
| 18:00               | - Phan Văn Biểu 69' - Rodrigo Dias 70' | Chi tiết FPT Play, VTV5, VTV5TN, TV360 | - Dụng Quang Nho 48' - Paollo Madeira 65' - Washington Brandão 65' - Đinh Thanh Bình 69' - Lê Hữu Phước 90+3' | Sân vận động: Hòa Xuân Lượng khán giả: 5.000 Trọng tài: Lê Vũ Linh |  |

| 27 tháng 5 năm 2023 | Hồng Lĩnh Hà Tĩnh                                                | 4–3                                    | Thành phố Hồ Chí Minh                                                                        | Thành phố Hà Tĩnh, Hà Tĩnh                                           |  |
| 18:00               | - Đinh Thanh Trung 30', 74' - Zé Paulo 63' - Phạm Văn Long 90+6' | Chi tiết FPT Play, HTV Thể thao, TV360 | - Victor Mansaray 12', 47' - Hoàng Vũ Samson 45+2' - Jonny Campbell 72' - Phạm Hữu Nghĩa 85' | Sân vận động: Hà Tĩnh Lượng khán giả: 4.000 Trọng tài: Hoàng Ngọc Hà |  |

| 28 tháng 5 năm 2023 | Đông Á Thanh Hóa                                                        | 3–2                      | Viettel                                                                 | Thành phố Thanh Hóa, Thanh Hóa                                           |  |
| 18:00               | - Nguyễn Hữu Dũng 30' - Gustavo Santos 73', 88' - Nguyễn Trọng Hùng 80' | Chi tiết FPT Play, TV360 | - Jahongir Abdumominov 35' 74' - Bùi Duy Thường 36' - Dương Văn Hào 50' | Sân vận động: Thanh Hóa Lượng khán giả: 8.000 Trọng tài: Nguyễn Mạnh Hải |  |

##### Vòng 10
| 30 tháng 5 năm 2023 | Topenland Bình Định                  | 1–1                      | Hải Phòng                                                     | Quy Nhơn, Bình Định                                                |  |
| 18:00               | - Phạm Văn Thành 42' - Rafaelson 71' | Chi tiết FPT Play, TV360 | - Nguyễn Hải Huy 43' - Đặng Văn Tới 67' - Phạm Trung Hiếu 82' | Sân vận động: Quy Nhơn Lượng khán giả: 3.500 Trọng tài: Đỗ Anh Đức |  |

| 30 tháng 5 năm 2023 | Công an Hà Nội                      | 0–0                            | Khánh Hòa             | Đống Đa, Hà Nội                                                          |  |
| 19:15               | - Tô Văn Vũ 73' - Bùi Tiến Dụng 87' | Chi tiết FPT Play, VTV5, TV360 | - Trần Đình Kha 90+9' | Sân vận động: Hàng Đẫy Lượng khán giả: 6.000 Trọng tài: Nguyễn Ngọc Châu |  |

| 31 tháng 5 năm 2023 | Hoàng Anh Gia Lai                                                                                             | 1–0                                    | Hà Nội                    | Pleiku, Gia Lai                                                    |  |
| 17:00               | - Paollo Madeira 6' (ph.đ.) - Đinh Thanh Bình 11' - Trần Đình Bảo 70' - Lê Văn Sơn 86' - Nguyễn Văn Triệu 89' | Chi tiết FPT Play, HTV Thể thao, TV360 | - Trương Văn Thái Quý 87' | Sân vận động: Pleiku Lượng khán giả: 6.000 Trọng tài: Trần Văn Lập |  |

| 31 tháng 5 năm 2023 | Thép Xanh Nam Định                         | 1–1                      | Hồng Lĩnh Hà Tĩnh                                              | Thành phố Nam Định, Nam Định                                             |  |
| 18:00               | - Hoàng Văn Khánh 23' - Hendrio Araujo 76' | Chi tiết FPT Play, TV360 | - Nguyễn Trung Học 57' - Nguyễn Văn Hạnh 64' - Đào Văn Nam 66' | Sân vận động: Thiên Trường Lượng khán giả: 11.000 Trọng tài: Ngô Duy Lân |  |

| 31 tháng 5 năm 2023 | Thành phố Hồ Chí Minh                                                                                              | 5–1                                    | SHB Đà Nẵng                                                       | Quận 10, Thành phố Hồ Chí Minh                                                           |  |
| 19:15               | - Lê Cao Hoài An 8' - Hoàng Vũ Samson 16' - Trần Hoàng Phúc 35' - Daniel Green 43', 70' - Victor Mansaray 65', 74' | Chi tiết FPT Play, HTV Thể thao, TV360 | - Đặng Anh Tuấn 24' - Nguyễn Trọng Nam 19' 68' - Rodrigo Dias 73' | Sân vận động: Thống Nhất Lượng khán giả: 5.000 Trọng tài: Mongkolchai Pechsri (Thái Lan) |  |

| 01 tháng 6 năm 2023 | Becamex Bình Dương                                                                        | 1–1                      | Đông Á Thanh Hóa       | Thủ Dầu Một, Bình Dương                                               |  |
| 17:00               | - Steven Đặng 1' - Đoàn Hải Quân 14' - Nguyễn Trần Việt Cường 43' - Lưu Tự Nhân 70' 90+5' | Chi tiết FPT Play, TV360 | - Bruno Cantanhede 80' | Sân vận động: Gò Đậu Lượng khán giả: 8.000 Trọng tài: Trần Đình Thịnh |  |

| 01 tháng 6 năm 2023 | Viettel                                                         | 3–0                            | Sông Lam Nghệ An | Đống Đa, Hà Nội                                                      |  |
| 19:15               | - Nguyễn Đức Chiến 39' - Nhâm Mạnh Dũng 54' - Dương Văn Hào 56' | Chi tiết FPT Play, VTV5, TV360 |                  | Sân vận động: Hàng Đẫy Lượng khán giả: 4.200 Trọng tài: Vũ Nguyên Vũ |  |

##### Vòng 11
| 04 tháng 6 năm 2023 | Hồng Lĩnh Hà Tĩnh | 2–1                      | Topenland Bình Định                                            | Thành phố Hà Tĩnh, Hà Tĩnh                                          |  |
| 18:00               | - Janclesio Almeida 6' 90+3' - Đặng Văn Trâm 17' - Nguyễn Văn Hạnh 37' - Vũ Viết Triều 41' - Bùi Văn Đức 49' - Abdoulaye Diallo 74' | Chi tiết FPT Play, TV360 | - Đỗ Thanh Thịnh 70' - Marlon Rangel 39' 72' - Rafaelson 90+5' | Sân vận động: Hà Tĩnh Lượng khán giả: 5.000 Trọng tài: Vũ Nguyên Vũ |  |

| 04 tháng 6 năm 2023 | Hà Nội                                  | 1–0                                    | Thép Xanh Nam Định | Đống Đa, Hà Nội                                                          |  |
| 19:15               | - Phạm Tuấn Hải 42' - Trần Văn Kiên 65' | Chi tiết FPT Play, HTV Thể thao, TV360 |                    | Sân vận động: Hàng Đẫy Lượng khán giả: 5.000 Trọng tài: Nguyễn Đình Thái |  |

| 04 tháng 6 năm 2023 | Hải Phòng                                                        | 2–0                                    | Hoàng Anh Gia Lai       | Quận Ngô Quyền, Hải Phòng                                                   |  |
| 19:15               | - Phạm Mạnh Hùng 31' - Triệu Việt Hưng 61' - Joseph Mpande 90+3' | Chi tiết FPT Play, VTV5, VTV5TN, TV360 | - Nguyễn Thanh Nhân 33' | Sân vận động: Lạch Tray Lượng khán giả: 13.000 Trọng tài: Nguyễn Trung Kiên |  |

| 05 tháng 6 năm 2023 | SHB Đà Nẵng                               | 1–1                      | Becamex Bình Dương                                                | Cẩm Lệ, Đà Nẵng                                                                          |  |
| 18:00               | - Hà Minh Tuấn 36' 38' - Võ Ngọc Toàn 57' | Chi tiết FPT Play, TV360 | - Đoàn Hải Quân 3' - Nguyễn Thanh Long 32' - Nguyễn Tiến Linh 41' | Sân vận động: Hòa Xuân Lượng khán giả: 12.000 Trọng tài: Nazmi Bin Nasaruddin (Malaysia) |  |

| 05 tháng 6 năm 2023 | Đông Á Thanh Hóa                                                                                  | 1–4                                    | Công an Hà Nội                                                                                      | Thành phố Thanh Hóa, Thanh Hóa                                                   |  |
| 18:00               | - Lâm Ti Phông 20' - Hoàng Thái Bình 40' - A Mít 45+2' - Nguyễn Hữu Dũng 52' - Gustavo Santos 63' | Chi tiết FPT Play, HTV Thể thao, TV360 | - Gustavo Henrique 37' - Vũ Văn Thanh 41' 69' - Hồ Tấn Tài 41' - Jhon Cley 54' - Hoàng Văn Toản 66' | Sân vận động: Thanh Hóa Lượng khán giả: 10.000 Trọng tài: Tuan Yaasin (Malaysia) |  |

| 06 tháng 6 năm 2023 | Khánh Hòa                                   | 0–0                      | Viettel                                        | Nha Trang, Khánh Hòa                                                    |  |
| 17:00               | - Jairo Rodrigues 20' - Nguyễn Minh Huy 81' | Chi tiết FPT Play, TV360 | - Nguyễn Thanh Bình 25' - Nguyễn Đức Chiến 32' | Sân vận động: 19 tháng 8 Lượng khán giả: 5.000 Trọng tài: Mai Xuân Hùng |  |

| 06 tháng 6 năm 2023 | Sông Lam Nghệ An                                           | 2–1                            | Thành phố Hồ Chí Minh                         | Thành phố Vinh, Nghệ An                                             |  |
| 18:00               | - Jordy Soladio 18' - Mai Sỹ Hoàng 21' - Michael Olaha 24' | Chi tiết FPT Play, VTV5, TV360 | - Hoàng Vũ Samson 35' - Victor Mansaray 90+4' | Sân vận động: Vinh Lượng khán giả: 6.000 Trọng tài: Nguyễn Mạnh Hải |  |

##### Vòng 12
| 24 tháng 6 năm 2023 | Thép Xanh Nam Định | 0–0                      | Đông Á Thanh Hóa     | Thành phố Nam Định, Nam Định                                             |  |
| 18:00               |                    | Chi tiết FPT Play, TV360 | - Gustavo Santos 46' | Sân vận động: Thiên Trường Lượng khán giả: 10.000 Trọng tài: Ngô Duy Lân |  |

| 24 tháng 6 năm 2023 | Công an Hà Nội | 4–2                                    | Hồng Lĩnh Hà Tĩnh                                                        | Đống Đa, Hà Nội                                                       |  |
| 19:15               | - Nguyễn Trọng Long 43' - Nguyễn Xuân Nam 44' - Jhon Cley 45+1' (ph.đ.), 61', 75' - Hồ Tấn Tài 46' - Raphael Success 64' 74' | Chi tiết FPT Play, HTV Thể thao, TV360 | - Ngô Xuân Toàn 47' - Janclesio Almeida 58' 85' - Abdoulaye Diallo 90+3' | Sân vận động: Hàng Đẫy Lượng khán giả: 8.000 Trọng tài: Mai Xuân Hùng |  |

| 24 tháng 6 năm 2023 | Hải Phòng                               | 0–0                      | SHB Đà Nẵng                         | Quận Ngô Quyền, Hải Phòng                                              |  |
| 19:15               | - Đặng Văn Tới 83' - Nguyễn Văn Đạt 83' | Chi tiết FPT Play, TV360 | - Phan Đức Lễ 50' - Võ Minh Đan 90' | Sân vận động: Lạch Tray Lượng khán giả: 5.000 Trọng tài: Hoàng Ngọc Hà |  |

| 25 tháng 6 năm 2023 | Khánh Hòa                                                          | 1–2                      | Hà Nội                                                                      | Nha Trang, Khánh Hòa                                                 |  |
| 17:00               | - Nguyễn Đức Cường 41' - Nguyễn Hữu Khôi 61' - Đoàn Công Thành 64' | Chi tiết FPT Play, TV360 | - Phạm Tuấn Hải 39' - Herlison Caion 57' - Đỗ Duy Mạnh 80' - Lê Xuân Tú 82' | Sân vận động: 19 tháng 8 Lượng khán giả: 6.500 Trọng tài: Lê Vũ Linh |  |

| 25 tháng 6 năm 2023 | Hoàng Anh Gia Lai                                                                | 0–0                                    | Thành phố Hồ Chí Minh                                        | Pleiku, Gia Lai                                                    |  |
| 17:00               | - Trần Bảo Toàn 27' - Đinh Thanh Bình 29' - Trần Đình Bảo 42' - Lê Văn Sơn 90+1' | Chi tiết FPT Play, HTV Thể thao, TV360 | - Huỳnh Tấn Tài 26' - Lê Cao Hoài An 80' - Nguyễn Vũ Tín 88' | Sân vận động: Pleiku Lượng khán giả: 9.000 Trọng tài: Vũ Nguyên Vũ |  |

| 25 tháng 6 năm 2023 | Sông Lam Nghệ An   | 0–0                               | Topenland Bình Định                         | Thành phố Vinh, Nghệ An                                             |  |
| 18:00               | - Mai Sỹ Hoàng 90' | Chi tiết FPT Play, VTV5TNB, TV360 | - Phạm Văn Thành 49' - Nghiêm Xuân Tú 90+3' | Sân vận động: Vinh Lượng khán giả: 6.000 Trọng tài: Trần Đình Thịnh |  |

| 25 tháng 6 năm 2023 | Viettel | 2–1                            | Becamex Bình Dương                       | Đống Đa, Hà Nội                                                       |  |
| 19:15               | - Nguyễn Đức Chiến 24' (ph.đ.), 64' 68' - Mohamed Essam 43' - Nguyễn Hoàng Đức 45' - Trợ lý HLV Nguyễn Văn Biển 53' | Chi tiết FPT Play, VTV5, TV360 | - Rimario Gordon 18' - Lê Quang Hùng 45' | Sân vận động: Hàng Đẫy Lượng khán giả: 2.000 Trọng tài: Trần Ngọc Nhớ |  |

##### Vòng 13
| 02 tháng 7 năm 2023 | Hà Nội | 0–1                            | Sông Lam Nghệ An                          | Đống Đa, Hà Nội                                                      |  |
| 17:00               |        | Chi tiết FPT Play, VTV5, TV360 | - Đinh Xuân Tiến 62' - Mai Sỹ Hoàng 90+2' | Sân vận động: Hàng Đẫy Lượng khán giả: 9.000 Trọng tài: Trần Văn Lập |  |

| 02 tháng 7 năm 2023 | Hồng Lĩnh Hà Tĩnh | 0–0                      | Khánh Hòa                                   | Thành phố Hà Tĩnh, Hà Tĩnh                                              |  |
| 17:00               |                   | Chi tiết FPT Play, TV360 | - Nguyễn Hữu Khôi 73' - Trần Văn Tùng 90+1' | Sân vận động: Hà Tĩnh Lượng khán giả: 7.000 Trọng tài: Nguyễn Ngọc Châu |  |

| 02 tháng 7 năm 2023 | Becamex Bình Dương                                                                                       | 2–3                      | Thép Xanh Nam Định                                                                                     | Thủ Dầu Một, Bình Dương                                             |  |
| 17:00               | - Vinicius Cassius 21' - Rimario Gordon 32' (ph.đ.), 90+4' - Trần Trung Hiếu 52' - Nguyễn Thanh Long 81' | Chi tiết FPT Play, TV360 | - Trần Ngọc Sơn 6' - Andre Luiz Guimaraes 10' - Nguyễn Hữu Tuấn 13' - Đinh Viết Tú 26' - Tô Văn Vũ 29' | Sân vận động: Gò Đậu Lượng khán giả: 5.000 Trọng tài: Hoàng Ngọc Hà |  |

| 02 tháng 7 năm 2023 | Thành phố Hồ Chí Minh | 0–1                                    | Viettel                                           | Quận 10, Thành phố Hồ Chí Minh                                             |  |
| 17:00               | - Võ Huy Toàn 78'     | Chi tiết FPT Play, HTV Thể thao, TV360 | - Jahongir Abdumominov 4' - Mohamed Essam 41' 49' | Sân vận động: Thống Nhất Lượng khán giả: 5.000 Trọng tài: Nguyễn Đình Thái |  |

| 02 tháng 7 năm 2023 | SHB Đà Nẵng                                                                                                   | 1–0                               | Công an Hà Nội                            | Quận Cẩm Lệ, Đà Nẵng                                                     |  |
| 17:00               | - Maurício Pinto 34' - Lucão do Break 62' - Brandon Wilson 88' - Phan Văn Biểu 90+2' - Nguyễn Công Nhật 90+6' | Chi tiết FPT Play, VTV5TNB, TV360 | - Huỳnh Tấn Sinh 45+3' - Đoàn Văn Hậu 55' | Sân vận động: Hòa Xuân Lượng khán giả: 16.000 Trọng tài: Nguyễn Mạnh Hải |  |

| 02 tháng 7 năm 2023 | Đông Á Thanh Hóa                           | 0–1                      | Hải Phòng                                                      | Thành phố Thanh Hóa, Thanh Hóa                                           |  |
| 17:00               | - Đinh Tiến Thành 40' - Gustavo Santos 76' | Chi tiết FPT Play, TV360 | - Yuri Mamute 2' - Phạm Mạnh Hùng 61' - Benjamin Van Meurs 72' | Sân vận động: Thanh Hóa Lượng khán giả: 9.000 Trọng tài: Trần Đình Thịnh |  |

| 02 tháng 7 năm 2023 | Topenland Bình Định                                                   | 2–1                            | Hoàng Anh Gia Lai                             | Quy Nhơn, Bình Định                                                                                    |  |
| 17:00               | - Cao Văn Triền 30' - Rafaelson 45+3' (ph.đ.), 74' - Đặng Văn Lâm 49' | Chi tiết FPT Play, HTV1, TV360 | - Trần Đình Bảo 47' - Đặng Văn Lâm 81' (l.n.) | Sân vận động: Quy Nhơn Lượng khán giả: 7.000 Trọng tài: Ahmad A'Qashah Bin Ahmad Al Badowe (Singapore) |  |

#### Giai đoạn 2

##### Nhóm A (Nhóm vô địch)

###### Vòng 1
| 15 tháng 7 năm 2023 | Viettel                                                                                       | 2–0                            | Hải Phòng                                       | Đống Đa, Hà Nội                                                     |  |
| 19:15               | - Nguyễn Đức Chiến 32' - Jahongir Abdumominov 53' - Nhâm Mạnh Dũng 59' - Nguyễn Hữu Thắng 76' | Chi tiết FPT Play, TV360, VTV5 | - Benjamin Van Meurs 20' - Bicou Bissainthe 55' | Sân vận động: Hàng Đẫy Lượng khán giả: 5.000 Trọng tài: Ngô Duy Lân |  |

| 16 tháng 7 năm 2023 | Đông Á Thanh Hóa | 0–2                      | Thép Xanh Nam Định                          | Thành phố Thanh Hóa, Thanh Hóa                                            |  |
| 18:00               |                  | Chi tiết FPT Play, TV360 | - Trần Ngọc Sơn 32' - Douglas Countinho 44' | Sân vận động: Thanh Hóa Lượng khán giả: 7.000 Trọng tài: Nguyễn Đình Thái |  |

| 16 tháng 7 năm 2023 | Công an Hà Nội                       | 1–1                                    | Hồng Lĩnh Hà Tĩnh                                                                        | Đống Đa, Hà Nội                                                           |  |
| 19:15               | - Vũ Văn Thanh 39' - Jhon Cley 45+2' | Chi tiết FPT Play, TV360, HTV Thể thao | - Nguyễn Văn Hạnh 13' - Janclesio Almeida 23' - Abdoulaye Diallo 87' - Phạm Văn Long 90' | Sân vận động: Hàng Đẫy Lượng khán giả: 13.000 Trọng tài: Nguyễn Ngọc Châu |  |

| 17 tháng 7 năm 2023 | Hà Nội | 4–2                            | Topenland Bình Định                                      | Đống Đa, Hà Nội                                                      |  |
| 19:15               | - Trần Văn Kiên 50' - Herlison Caion 58', 65', 90+5' - Nguyễn Văn Vĩ 83' - Nguyễn Hai Long 84' - Nguyễn Đức Anh 84' - Milan Jevtović 84' - Phạm Thành Lương 90+5' | Chi tiết FPT Play, TV360, VTV5 | - Rafaelson 44' - Huỳnh Tiến Đạt 73' - Marlon Rangel 76' | Sân vận động: Hàng Đẫy Lượng khán giả: 4.500 Trọng tài: Vũ Nguyên Vũ |  |

###### Vòng 2
| 22 tháng 7 năm 2023 | Topenland Bình Định                     | 0–1                                    | Công an Hà Nội                                                 | Quy Nhơn, Bình Định                                                   |  |
| 18:00               | - Trần Văn Thái 28' - Marlon Rangel 41' | Chi tiết FPT Play, TV360, HTV Thể thao | - Hồ Tấn Tài 29' 71' - Huỳnh Tấn Sinh 38' - Filip Nguyễn 90+4' | Sân vận động: Quy Nhơn Lượng khán giả: 7.500 Trọng tài: Mai Xuân Hùng |  |

| 22 tháng 7 năm 2023 | Hồng Lĩnh Hà Tĩnh                                                                               | 2–2                               | Hà Nội                                                         | Thành phố Hà Tĩnh, Hà Tĩnh                                           |  |
| 18:00               | - Abdoulaye Diallo 13' - Janclesio Almeida 38' - Nguyễn Trung Học 39' - Nguyễn Ngọc Thắng 90+4' | Chi tiết FPT Play, TV360, VTV5TNB | - Marcão Silva 4' - Nguyễn Hai Long 21' - Nguyễn Văn Quyết 34' | Sân vận động: Hà Tĩnh Lượng khán giả: 5.000 Trọng tài: Trần Ngọc Nhớ |  |

| 22 tháng 7 năm 2023 | Thép Xanh Nam Định    | 0–0                            | Viettel                                      | Thành phố Nam Định, Nam Định                                                 |  |
| 18:00               | - Ngô Hoàng Thịnh 57' | Chi tiết FPT Play, TV360, HTV1 | - Nguyễn Đức Chiến 69' - Trần Mạnh Cường 83' | Sân vận động: Thiên Trường Lượng khán giả: 14.000 Trọng tài: Trần Đình Thịnh |  |

| 22 tháng 7 năm 2023 | Hải Phòng                               | 0–3                            | Đông Á Thanh Hóa | Quận Ngô Quyền, Hải Phòng                                           |  |
| 19:15               | - Lê Mạnh Dũng 48' - Phạm Mạnh Hùng 88' | Chi tiết FPT Play, TV360, VTV5 | - Lê Văn Thắng 9' - Doãn Ngọc Tân 17' - CBPTKT Nguyễn Chí Công 19' - Gustavo Sant'Ana Santos 24' - CBPTKT Hoàng Thanh Tùng 44' - CBPTKT Nguyễn Thành Dũng 45' 45' - HLV Velizar Popov 45+2' - Bruno Cantanhede 65' - A Mít 85' | Sân vận động: Lạch Tray Lượng khán giả: 6.000 Trọng tài: Lê Vũ Linh |  |

###### Vòng 3
| 27 tháng 7 năm 2023 | Đông Á Thanh Hóa                                                          | 2–0                                    | Topenland Bình Định     | Thành phố Thanh Hóa, Thanh Hóa                                           |  |
| 18:00               | - Bruno Cantanhede 38', 83' - Nguyễn Thanh Diệp 81' - Đinh Tiến Thành 90' | Chi tiết FPT Play, TV360, HTV Thể thao | - Lý Công Hoàng Anh 27' | Sân vận động: Thanh Hóa Lượng khán giả: 5.000 Trọng tài: Trần Đình Thịnh |  |

| 27 tháng 7 năm 2023                                 | Viettel | 4–0                                | Hồng Lĩnh Hà Tĩnh                                          | Đống Đa, Hà Nội                                                     |  |
| 19:15                                               | - Mohamed Essam 4' 12' - Cao Trần Hoàng Hùng 38' - Nguyễn Hoàng Đức 69', 90+1' - Nguyễn Đức Chiến 90+3' 90+14' (ph.đ.) | Chi tiết VAR FPT Play, TV360, VTV5 | - Zé Paulo 10' - Vũ Viết Triều 81' - Janclesio Almeida 86' | Sân vận động: Hàng Đẫy Lượng khán giả: 5.000 Trọng tài: Ngô Duy Lân |  |
| Ghi chú: Trận đấu đầu tiên của mùa giải áp dụng VAR | |                                    |                                                            |                                                                     |  |

| 28 tháng 7 năm 2023 | Hà Nội                                                       | 1–0                                    | Thép Xanh Nam Định                                            | Đống Đa, Hà Nội                                                    |  |
| 19:15               | - Phạm Tuấn Hải 16' - Nguyễn Văn Vĩ 82' - Đậu Văn Toàn 90+6' | Chi tiết FPT Play, TV360, HTV Thể thao | - Phạm Đức Huy 15' - Ngô Đức Huy 87' - Nguyễn Đình Mạnh 90+2' | Sân vận động: Hàng Đẫy Lượng khán giả: 8.000 Trọng tài: Lê Vũ Linh |  |

| 29 tháng 7 năm 2023 | Công an Hà Nội       | 0–2                            | Hải Phòng                                         | Đống Đa, Hà Nội                                                           |  |
| 19:15               | - Đoàn Văn Hậu 90+5' | Chi tiết FPT Play, TV360, VTV5 | - Triệu Việt Hưng 12' 56' - Phạm Trung Hiếu 90+4' | Sân vận động: Hàng Đẫy Lượng khán giả: 11.000 Trọng tài: Nguyễn Đình Thái |  |

###### Vòng 4
| 01 tháng 8 năm 2023 | Viettel               | 0–0                            | Topenland Bình Định | Đống Đa, Hà Nội                                                          |  |
| 19:15               | - Trần Mạnh Cường 73' | Chi tiết FPT Play, TV360, VTV5 | - Nguyễn Tiến Duy 9' - HLV Nguyễn Đức Thắng 38' - Rafaelson 52' - Jermie Dwayne Lynch 73' - Đặng Văn Lâm 85' - Huỳnh Tiến Đạt 90+7' (hết trận) - Nghiêm Xuân Tú 90+7' (hết trận) | Sân vận động: Hàng Đẫy Lượng khán giả: 4.000 Trọng tài: Nguyễn Ngọc Châu |  |

| 02 tháng 8 năm 2023 | Thép Xanh Nam Định                                               | 1–2                            | Công an Hà Nội                                                                    | Thành phố Nam Định, Nam Định                                                |  |
| 18:00               | - Nguyễn Hạ Long 34' - Hoàng Minh Tuấn 53' - Đinh Văn Trường 78' | Chi tiết FPT Play, TV360, HTV1 | - Raphael Success 62' - Phó trưởng đoàn Lê Xuân Hải 65' - Jhon Cley 90+6' (ph.đ.) | Sân vận động: Thiên Trường Lượng khán giả: 9.000 Trọng tài: Trần Đình Thịnh |  |

| 02 tháng 8 năm 2023 | Hồng Lĩnh Hà Tĩnh                             | 0–0                               | Đông Á Thanh Hóa                                                                                     | Thành phố Hà Tĩnh, Hà Tĩnh                                          |  |
| 18:00               | - Phạm Văn Long 73' - Trần Văn Công 29' 90+2' | Chi tiết FPT Play, TV360, HTV Key | - Doãn Ngọc Tân 30' - Gustavo Sant'Ana Santos 66' - CBPTKT Nguyễn Chí Công 70' - Hoàng Thái Bình 73' | Sân vận động: Hà Tĩnh Lượng khán giả: 3.000 Trọng tài: Vũ Nguyên Vũ |  |

| 02 tháng 8 năm 2023                                | Hà Nội                                                                                                 | 3–1                                | Hải Phòng                          | Đống Đa, Hà Nội                                                       |  |
| 19:15                                              | - Herlison Caion 20', 90' - Nguyễn Văn Quyết 45+11' (ph.đ.) - Nguyễn Hai Long 75' - Bùi Tấn Trường 78' | Chi tiết VAR FPT Play, TV360, VTV5 | - Nguyễn Hữu Sơn 34' (ph.đ.) 45+3' | Sân vận động: Hàng Đẫy Lượng khán giả: 8.000 Trọng tài: Mai Xuân Hùng |  |
| Ghi chú: Trận đấu thứ hai của mùa giải áp dụng VAR | |                                    |                                    |                                                                       |  |

###### Vòng 5
| 06 tháng 8 năm 2023 | Đông Á Thanh Hóa | 0–1                               | Viettel                   | Thành phố Thanh Hóa, Thanh Hóa                                           |  |
| 18:00               |                  | Chi tiết FPT Play, TV360, HTV Key | - Nguyễn Thanh Bình 90+2' | Sân vận động: Thanh Hóa Lượng khán giả: 8.000 Trọng tài: Trần Đình Thịnh |  |

| 06 tháng 8 năm 2023 | Topenland Bình Định        | 1–1                               | Hồng Lĩnh Hà Tĩnh                                               | Quy Nhơn, Bình Định                                                 |  |
| 18:00               | - Hà Đức Chinh 16' (ph.đ.) | Chi tiết FPT Play, TV360, VTV5TNB | - Trần Phi Sơn 6' - Nguyễn Văn Hạnh 26' - Nguyễn Ngọc Thắng 45' | Sân vận động: Quy Nhơn Lượng khán giả: 2.000 Trọng tài: Đỗ Thành Đệ |  |

| 06 tháng 8 năm 2023 | Công an Hà Nội | 2–1                            | Hà Nội                                                                              | Đống Đa, Hà Nội                                                                          |  |
| 19:15               | - Gustavo Henrique 16', 47' - Đoàn Văn Hậu 40' - Phạm Văn Luân 62' - Trợ lý HLV Vũ Như Thành 90+3' - Giám đóc kỹ thuật Trần Tiến Đại 90+4' | Chi tiết FPT Play, TV360, VTV5 | - Milan Jevtović 23' - Nguyễn Thành Chung 90+1' - Trợ lý HLV Srđan Stojčevski 90+1' | Sân vận động: Hàng Đẫy Lượng khán giả: 14.000 Trọng tài: Songkran Bunmeekiart (Thái Lan) |  |

| 06 tháng 8 năm 2023                               | Hải Phòng                                 | 2–0                                        | Thép Xanh Nam Định         | Quận Ngô Quyền, Hải Phòng                                              |  |
| 19:15                                             | - Joseph Mpande 17' - Lương Hoàng Nam 26' | Chi tiết VAR FPT Play, TV360, HTV Thể thao | - André Luiz Guimaraes 89' | Sân vận động: Lạch Tray Lượng khán giả: 5.000 Trọng tài: Trần Ngọc Nhớ |  |
| Ghi chú: Trận đấu thứ ba của mùa giải áp dụng VAR |                                           |                                            |                            |                                                                        |  |

###### Vòng 6
| 10 tháng 8 năm 2023 | Hồng Lĩnh Hà Tĩnh     | 0–0                                    | Hải Phòng                                  | Thành phố Hà Tĩnh, Hà Tĩnh                                          |  |
| 18:00 | - Nguyễn Văn Hạnh 24' | Chi tiết FPT Play, TV360, HTV Thể thao | - Joseph Mpande 6' - Nguyễn Anh Hùng 90+2' | Sân vận động: Hà Tĩnh Lượng khán giả: 5.000 Trọng tài: Lê Đức Thuận |  |
| Ghi chú: Trận đấu được dời lên ngày 10 tháng 8 thay vì ngày 12 tháng 8 theo dự kiến ban đầu để đảm bảo điều kiện cho Hải Phòng tham dự vòng sơ loại AFC Champions League 2023–24 |                       |                                        |                                            |                                                                     |  |

| 12 tháng 8 năm 2023 | Đông Á Thanh Hóa                             | 1–3                               | Hà Nội                                                | Thành phố Thanh Hóa, Thanh Hóa                                                  |  |
| 17:00               | - Hoàng Thái Bình 27' - Bruno Cantanhede 68' | Chi tiết FPT Play, TV360, HTV Key | - Herlison Caion 31', 45+1', 53' - Mirlan Murzaev 48' | Sân vận động: Thanh Hóa Lượng khán giả: 7.000 Trọng tài: Tuan Yassin (Malaysia) |  |

| 12 tháng 8 năm 2023 | Topenland Bình Định                | 1–2                      | Thép Xanh Nam Định                                                 | Quy Nhơn, Bình Định                                                     |  |
| 17:00               | - Rafaelson 33' - Đỗ Văn Thuận 87' | Chi tiết FPT Play, TV360 | - Dougla Coutinhto 6' - Hoàng Minh Tuấn 35' - Nguyễn Hạ Long 90+1' | Sân vận động: Quy Nhơn Lượng khán giả: 2.000 Trọng tài: Khổng Tam Cường |  |

| 12 tháng 8 năm 2023                               | Viettel                                         | 0–3                                | Công an Hà Nội | Đống Đa, Hà Nội                                                      |  |
| 17:00                                             | - Jahongir Abdumominov 38' - Jeferson Elias 39' | Chi tiết VAR FPT Play, TV360, VTV5 | - Raphael Success 24', 31' 32' - Giám đốc kỹ thuật Trần Tiến Đại 26' - Nguyễn Quang Hải 38' (ph.đ.) - Bùi Tiến Dụng 44' | Sân vận động: Hàng Đẫy Lượng khán giả: 14.000 Trọng tài: Ngô Duy Lân |  |
| Ghi chú: Trận đấu thứ tư của mùa giải áp dụng VAR |                                                 |                                    | |                                                                      |  |

###### Vòng 7
| 27 tháng 8 năm 2023                                  | Công an Hà Nội                             | 1–1                                        | Đông Á Thanh Hóa                                                                                          | Đống Đa, Hà Nội                                                          |  |
| 17:00                                                | - Gustavo Henrique 42' - Phạm Văn Luân 81' | Chi tiết VAR FPT Play, TV360, HTV Thể thao | - Trịnh Văn Lợi 39' - HLV Velizar Popov 50' - Đàm Tiến Dũng 61' - Bruno Cantanhede 63' - Đoàn Ngọc Hà 65' | Sân vận động: Hàng Đẫy Lượng khán giả: 14.000 Trọng tài: Trần Đình Thịnh |  |
| Ghi chú: Trận đấu cuối cùng của mùa giải áp dụng VAR |                                            |                                            | |                                                                          |  |

| 27 tháng 8 năm 2023 | Hà Nội | 3–2                            | Viettel | Nam Từ Liêm, Hà Nội                                                                    |  |
| 17:00               |        | Chi tiết FPT Play, TV360, VTV5 |         | Sân vận động: Mỹ Đình Lượng khán giả: 9.000 Trọng tài: Nazmi Bin Nasaruddin (Malaysia) |  |

| 27 tháng 8 năm 2023 | Hải Phòng                                | 1–2                               | Topenland Bình Định                          | Quận Ngô Quyền, Hải Phòng                                                 |  |
| 17:00               | - Yuri Mamute 36' - Đặng Văn Tới 73' 87' | Chi tiết FPT Play, TV360, VTV5TNB | - Rafaelson 17', 85' 85' - Trịnh Đức Lợi 34' | Sân vận động: Lạch Tray Lượng khán giả: 6.000 Trọng tài: Nguyễn Đình Thái |  |

| 27 tháng 8 năm 2023 | Thép Xanh Nam Định                                                                              | 2–0                            | Hồng Lĩnh Hà Tĩnh                        | Thành phố Nam Định, Nam Định                                               |  |
| 17:00               | - Hoàng Văn Khánh 23' - Nguyễn Phong Hồng Duy 32' - Trần Ngọc Sơn 45+2' - Douglas Coutinhto 64' | Chi tiết FPT Play, TV360, HTV1 | - Abdoulaye Diallo 22' - Đào Tấn Lộc 53' | Sân vận động: Thiên Trường Lượng khán giả: 11.000 Trọng tài: Hoàng Ngọc Hà |  |

##### Nhóm B (Nhóm trụ hạng)

###### Vòng 1
| 15 tháng 7 năm 2023 | Hoàng Anh Gia Lai      | 1–0                      | Khánh Hòa                                   | Pleiku, Gia Lai                                                     |  |
| 17:00               | - Paollo Madeira 90+6' | Chi tiết FPT Play, TV360 | - Jairo Rodrigues 79' - Võ Ngọc Cường 90+4' | Sân vận động: Pleiku Lượng khán giả: 5.500 Trọng tài: Hoàng Ngọc Hà |  |

| 15 tháng 7 năm 2023 | Sông Lam Nghệ An | 2–0                                    | Thành phố Hồ Chí Minh                                           | Thành phố Vinh, Nghệ An                                              |  |
| 18:00               | - Phạm Xuân Mạnh 26' - Trần Đình Tiến 32' - Trần Đình Hoàng 56' - Đinh Xuân Tiến 68' - Trần Mạnh Quỳnh 80' - Phan Xuân Đại 90+3' | Chi tiết FPT Play, TV360, HTV Thể thao | - Nguyễn Minh Trung 8' - Bùi Ngọc Long 61' - Uông Ngọc Tiến 90' | Sân vận động: Vinh Lượng khán giả: 2.500 Trọng tài: Nguyễn Viết Duẩn |  |

| 15 tháng 7 năm 2023 | SHB Đà Nẵng        | 0–0                      | Becamex Bình Dương                                 | Quận Cẩm Lệ, Đà Nẵng                                                                     |  |
| 18:00               | - Võ Ngọc Toàn 52' | Chi tiết FPT Play, TV360 | - Võ Hoàng Minh Khoa 45+4' - Nguyễn Thanh Long 71' | Sân vận động: Hòa Xuân Lượng khán giả: 8.000 Trọng tài: Razlan Joffri Bin Ali (Malaysia) |  |

###### Vòng 2
| 23 tháng 7 năm 2023 | Khánh Hòa                                                                                        | 3–1                      | Sông Lam Nghệ An                                           | Nha Trang, Khánh Hòa                                                        |  |
| 17:00               | - Phạm Trùm Tỉnh 9' - Trần Đình Kha 14' - Yago Ramos 37' - Lê Tiến Anh 42' - Đoàn Công Thành 73' | Chi tiết FPT Play, TV360 | - Quế Ngọc Hải 18' - Michael Olaha 42' - Jordy Soladio 66' | Sân vận động: 19 tháng 8 Lượng khán giả: 5.000 Trọng tài: Nguyễn Trung Kiên |  |

| 23 tháng 7 năm 2023 | Becamex Bình Dương | 1–2                                    | Hoàng Anh Gia Lai                                        | Thủ Dầu Một, Bình Dương                                            |  |
| 17:00               | - Tống Anh Tỷ 15'  | Chi tiết FPT Play, TV360, HTV Thể thao | - Trần Minh Vương 12' 34' - Paollo Madeira 31' 77' 90+3' | Sân vận động: Gò Đậu Lượng khán giả: 6.500 Trọng tài: Vũ Nguyên Vũ |  |

| 23 tháng 7 năm 2023 | Thành phố Hồ Chí Minh                                             | 1–0                                    | SHB Đà Nẵng                                | Quận 10, Thành phố Hồ Chí Minh                                                        |  |
| 19:15               | - Huỳnh Tấn Tài 3' - Uông Ngọc Tiến 70' - Victor Mansaray 80' 82' | Chi tiết FPT Play, TV360, HTV Thể thao | - Lucão do Break 9' - Nguyễn Phi Hoàng 42' | Sân vận động: Thống Nhất Lượng khán giả: 4.000 Trọng tài: Sivakorn Pu-Udom (Thái Lan) |  |

###### Vòng 3
| 29 tháng 7 năm 2023 | Hoàng Anh Gia Lai                                            | 1–0                      | SHB Đà Nẵng                             | Pleiku, Gia Lai                                                     |  |
| 17:00               | - Lê Văn Sơn 17' - Đinh Thanh Bình 55' - Huỳnh Tuấn Linh 81' | Chi tiết FPT Play, TV360 | - Võ Ngọc Toàn 33' - Lucão do Break 65' | Sân vận động: Pleiku Lượng khán giả: 5.000 Trọng tài: Hoàng Ngọc Hà |  |

| 29 tháng 7 năm 2023 | Khánh Hòa                                                                          | 3–0                            | Thành phố Hồ Chí Minh                                                                | Nha Trang, Khánh Hòa                                                      |  |
| 17:00               | - Jairo Rodrigues 30' - Yago Ramos 40', 60' - Ryan Ha 86' - Nguyễn Duy Dương 90+2' | Chi tiết FPT Play, TV360, HTV1 | - Võ Huy Toàn 29' - Trần Hoàng Phúc 35' - Đào Quốc Gia 64' - Hoàng Vĩnh Nguyên 90+6' | Sân vận động: 19 tháng 8 Lượng khán giả: 5.000 Trọng tài: Nguyễn Mạnh Hải |  |

| 29 tháng 7 năm 2023 | Sông Lam Nghệ An   | 0–2                      | Becamex Bình Dương                           | Thành phố Vinh, Nghệ An                                              |  |
| 18:00               | - Trần Nam Hải 23' | Chi tiết FPT Play, TV360 | - Nguyễn Tiến Linh 3' - Nguyễn Thành Lộc 85' | Sân vận động: Vinh Lượng khán giả: 2.000 Trọng tài: Hoàng Thanh Bình |  |

###### Vòng 4
| 05 tháng 8 năm 2023 | Hoàng Anh Gia Lai                                                   | 0–1                                     | Thành phố Hồ Chí Minh                   | Pleiku, Gia Lai                                                  |  |
| 17:00               | - Nguyễn Văn Triệu 40' - Dụng Quang Nho 70' - Nguyễn Thanh Nhân 73' | Chi tiết FPT Play, TV360, HTV1, HTV Key | - Hồ Tuấn Tài 29' - Hoàng Vũ Samson 31' | Sân vận động: Pleiku Lượng khán giả: 5.000 Trọng tài: Lê Vũ Linh |  |

| 05 tháng 8 năm 2023 | SHB Đà Nẵng                                    | 0–1                      | Sông Lam Nghệ An     | Quận Cẩm Lệ, Đà Nẵng                                                     |  |
| 17:00               | - Phạm Đình Duy 76' - Giang Trần Quách Tân 81' | Chi tiết FPT Play, TV360 | - Đinh Xuân Tiến 84' | Sân vận động: Hòa Xuân Lượng khán giả: 10.000 Trọng tài: Nguyễn Mạnh Hải |  |

| 05 tháng 8 năm 2023 | Becamex Bình Dương                                                             | 3–0                      | Khánh Hòa                                     | Thủ Dầu Một, Bình Dương                                                 |  |
| 17:00               | - Vinicius Cassius 23' - Nguyễn Tiến Linh 36' - Rimario Gordon 43' - A Sân 89' | Chi tiết FPT Play, TV360 | - Trần Trọng Hiếu 40' - Đoàn Công Thành 45+2' | Sân vận động: Gò Đậu Lượng khán giả: 5.000 Trọng tài: Nguyễn Trung Kiên |  |

###### Vòng 5
| 11 tháng 8 năm 2023 | Sông Lam Nghệ An                                                                                     | 1–0                      | Hoàng Anh Gia Lai                                                        | Thành phố Vinh, Nghệ An                                        |  |
| 17:00               | - Trần Mạnh Quỳnh 32' - Hồ Khắc Lương 45' - Phan Xuân Đại 56' - Trần Nam Hải 79' - Vương Văn Huy 90' | Chi tiết FPT Play, TV360 | - Châu Ngọc Quang 56' - Trần Thanh Sơn 82' - Lê Văn Sơn 90+3' (hết trận) | Sân vận động: Vinh Lượng khán giả: 5.000 Trọng tài: Đỗ Anh Đức |  |

| 11 tháng 8 năm 2023 | Khánh Hòa                                            | 1–3                      | SHB Đà Nẵng                    | Nha Trang, Khánh Hòa                                                    |  |
| 17:00               | - Maurício Pinto 55' (l.n.) - Lê Nguyễn Thanh Vị 89' | Chi tiết FPT Play, TV360 | - Lucão do Break 17', 41', 67' | Sân vận động: 19 tháng 8 Lượng khán giả: 5.000 Trọng tài: Hoàng Ngọc Hà |  |

| 11 tháng 8 năm 2023 | Thành phố Hồ Chí Minh                   | 0–0                            | Becamex Bình Dương                        | Quận 10, Thành phố Hồ Chí Minh                                                             |  |
| 17:00               | - Huỳnh Tấn Tài 35' - Nguyễn Vũ Tín 49' | Chi tiết FPT Play, TV360, HTV1 | - Trần Đình Khương 45+1' - Bùi Vĩ Hào 69' | Sân vận động: Thống Nhất Lượng khán giả: 8.000 Trọng tài: Razlan Joffri Bin Ali (Malaysia) |  |

### Tóm tắt kết quả

#### Giai đoạn 1
| Nhà \ Khách           | BFC | CAHN | ĐATH | HNFC | HPFC | HAGL | HLHT | KHFC | SHBĐN | SLNA | HCMC | TXNĐ | TBĐFC | VTFC |
| --------------------- | --- | ---- | ---- | ---- | ---- | ---- | ---- | ---- | ----- | ---- | ---- | ---- | ----- | ---- |
| Becamex Bình Dương    |     | 1–2  | 1–1  | 1–1  |      | 1–1  |      |      |       |      | 1–2  | 2–3  |       |      |
| Công an Hà Nội        |     |      |      |      | 1–1  |      | 4–2  | 0–0  |       | 2–1  |      | 4–0  | 5–0   | 1–2  |
| Đông Á Thanh Hóa      |     | 1–4  |      |      | 0–1  |      | 4–1  |      | 1–0   | 0–0  | 5–3  |      |       | 3–2  |
| Hà Nội                |     | 2–0  | 0–0  |      | 3–0  |      |      |      | 1–1   | 0–1  |      | 1–0  |       |      |
| Hải Phòng             | 2–2 |      |      |      |      | 2–0  | 2–3  | 2–1  | 0–0   |      |      |      |       | 0–0  |
| Hoàng Anh Gia Lai     |     | 1–1  | 2–2  | 1–0  |      |      | 0–0  | 1–1  |       |      | 0–0  |      |       |      |
| Hồng Lĩnh Hà Tĩnh     | 3–0 |      |      | 2–3  |      |      |      | 0–0  | 0–0   |      | 4–3  |      | 2–1   | 0–0  |
| Khánh Hòa             | 1–1 |      | 1–2  | 1–2  |      |      |      |      | 1–0   | 2–2  |      |      |       | 0–0  |
| SHB Đà Nẵng           | 1–1 | 1–0  |      |      |      | 1–1  |      |      |       |      |      | 0–1  | 2–3   | 0–0  |
| Sông Lam Nghệ An      | 1–1 |      |      |      | 1–1  | 3–1  | 2–2  |      | 1–1   |      | 2–1  |      | 0–0   |      |
| Thành phố Hồ Chí Minh |     | 3–5  |      | 1–3  | 0–1  |      |      | 0–2  | 5–1   |      |      |      | 1–1   | 0–1  |
| Thép Xanh Nam Định    |     |      | 0–0  |      | 1–1  | 2–2  | 1–1  | 1–1  |       | 1–0  | 1–0  |      |       |      |
| Topenland Bình Định   | 1–0 |      | 0–1  | 3–1  | 1–1  | 2–1  |      | 3–0  |       |      |      | 1–1  |       |      |
| Viettel               | 2–1 |      |      | 1–1  |      | 1–4  |      |      |       | 3–0  |      | 0–0  | 2–1   |      |

#### Giai đoạn 2

##### Nhóm A (Nhóm vô địch)
| Nhà \ Khách         | CAHN | ĐATH | HNFC | HPFC | HLHT | TXNĐ | TBĐFC | VTFC |
| ------------------- | ---- | ---- | ---- | ---- | ---- | ---- | ----- | ---- |
| Công an Hà Nội      |      | 1–1  | 2–1  | 0–2  | 1–1  |      |       |      |
| Đông Á Thanh Hóa    |      |      | 1–3  |      |      | 0–2  | 2–0   | 0–1  |
| Hà Nội              |      |      |      | 3–1  |      | 1–0  | 4–2   | 3–2  |
| Hải Phòng           |      | 0–3  |      |      |      | 2–0  | 1–2   |      |
| Hồng Lĩnh Hà Tĩnh   |      | 0–0  | 2–2  | 0–0  |      |      |       |      |
| Thép Xanh Nam Định  | 1–2  |      |      |      | 2–0  |      |       | 0–0  |
| Topenland Bình Định | 0–1  |      |      |      | 1–1  | 1–2  |       |      |
| Viettel             | 0–3  |      |      | 2–0  | 4–0  |      | 0–0   |      |

##### Nhóm B (Nhóm trụ hạng)
| Nhà \ Khách           | BFC | HAGL | KHFC | SHBĐN | SLNA | HCMC |
| --------------------- | --- | ---- | ---- | ----- | ---- | ---- |
| Becamex Bình Dương    |     | 1–2  | 3–0  |       |      |      |
| Hoàng Anh Gia Lai     |     |      | 1–0  | 1–0   |      | 0–1  |
| Khánh Hòa             |     |      |      | 1–3   | 3–1  | 3–0  |
| SHB Đà Nẵng           | 0–0 |      |      |       | 0–1  |      |
| Sông Lam Nghệ An      | 0–2 | 1–0  |      |       |      | 2–0  |
| Thành phố Hồ Chí Minh | 0–0 |      |      | 1–0   |      |      |

### Tiến trình mùa giải

#### Giai đoạn 1
| Đội ╲ Vòng            | 1 | 2 | 3 | 4 | 5 | 6 | 7 | 8 | 9 | 10 | 11 | 12 | 13 |
| --------------------- | - | - | - | - | - | - | - | - | - | -- | -- | -- | -- |
| Becamex Bình Dương    | H | H | B | B | H | B | B | H | H | H  | H  | B  | B  |
| Công an Hà Nội        | T | B | B | H | H | T | T | T | T | H  | T  | T  | B  |
| Đông Á Thanh Hóa      | T | H | T | H | T | T | T | H | T | H  | B  | H  | B  |
| Hà Nội                | H | T | T | H | T | T | B | H | H | B  | T  | T  | B  |
| Hải Phòng             | H | T | H | B | H | B | H | H | T | H  | T  | H  | T  |
| Hoàng Anh Gia Lai     | H | H | H | H | T | H | B | H | H | T  | B  | H  | B  |
| Hồng Lĩnh Hà Tĩnh     | H | H | B | T | H | B | T | H | T | H  | T  | B  | H  |
| Khánh Hòa             | B | B | T | H | H | H | T | H | B | H  | H  | B  | H  |
| SHB Đà Nẵng           | H | B | B | B | H | H | B | H | H | B  | H  | H  | T  |
| Sông Lam Nghệ An      | H | H | H | H | H | B | T | H | B | B  | T  | H  | T  |
| Thành phố Hồ Chí Minh | B | B | B | T | B | H | B | B | B | T  | B  | H  | B  |
| Thép Xanh Nam Định    | T | T | H | H | H | T | B | H | H | H  | B  | H  | T  |
| Topenland Bình Định   | B | T | T | T | B | H | T | B | H | H  | B  | H  | T  |
| Viettel               | H | H | T | H | B | H | H | T | B | T  | H  | T  | T  |

#### Giai đoạn 2

##### Nhóm A (Nhóm vô địch)
| Đội ╲ Vòng          | 1 | 2 | 3 | 4 | 5 | 6 | 7 |
| ------------------- | - | - | - | - | - | - | - |
| Công an Hà Nội      | H | T | B | T | T | T | H |
| Đông Á Thanh Hóa    | B | T | T | H | B | B | H |
| Hà Nội              | T | H | T | T | B | T | T |
| Hải Phòng           | B | B | T | B | T | H | B |
| Hồng Lĩnh Hà Tĩnh   | H | H | B | H | H | H | B |
| Thép Xanh Nam Định  | T | H | B | B | B | T | T |
| Topenland Bình Định | B | B | B | H | H | B | T |
| Viettel             | T | H | T | H | T | B | B |

##### Nhóm B (Nhóm trụ hạng)
| Đội ╲ Vòng            | 1 | 2 | 3 | 4 | 5 |
| --------------------- | - | - | - | - | - |
| Becamex Bình Dương    | H | B | T | T | H |
| Hoàng Anh Gia Lai     | T | T | T | B | B |
| Khánh Hòa             | B | T | T | B | B |
| SHB Đà Nẵng           | H | B | B | B | T |
| Sông Lam Nghệ An      | T | B | B | T | T |
| Thành phố Hồ Chí Minh | B | T | B | T | H |

### Vị trí các đội qua các vòng đấu

#### Giai đoạn 1
| Đội ╲ Vòng            | 1                  | 2  | 3  | 4  | 5  | 6  | 7  | 8  | 9  | 10 | 11 | 12 | 13 |    |
| --------------------- | ------------------ | -- | -- | -- | -- | -- | -- | -- | -- | -- | -- | -- | -- | -- |
| Đội ╲ Vòng            | Becamex Bình Dương | 4  | 7  | 11 | 13 | 12 | 13 | 14 | 13 | 13 | 13 | 12 | 13 | 14 |
| Công an Hà Nội        | 1                  | 5  | 7  | 8  | 9  | 5  | 5  | 3  | 2  | 2  | 2  | 1  | 1  |    |
| Đông Á Thanh Hóa      | 2                  | 4  | 3  | 4  | 2  | 2  | 1  | 1  | 1  | 1  | 1  | 2  | 2  |    |
| Hà Nội                | 6                  | 2  | 1  | 2  | 1  | 1  | 2  | 2  | 3  | 3  | 3  | 3  | 3  |    |
| Hải Phòng             | 5                  | 3  | 5  | 6  | 6  | 9  | 11 | 11 | 7  | 9  | 6  | 6  | 5  |    |
| Hoàng Anh Gia Lai     | 10                 | 8  | 8  | 9  | 5  | 6  | 8  | 9  | 9  | 8  | 9  | 9  | 10 |    |
| Hồng Lĩnh Hà Tĩnh     | 11                 | 11 | 12 | 7  | 7  | 10 | 6  | 7  | 6  | 6  | 4  | 5  | 8  |    |
| Khánh Hòa             | 12                 | 14 | 10 | 11 | 11 | 8  | 7  | 8  | 10 | 10 | 11 | 11 | 11 |    |
| SHB Đà Nẵng           | 7                  | 12 | 13 | 14 | 14 | 14 | 13 | 12 | 12 | 14 | 14 | 14 | 12 |    |
| Sông Lam Nghệ An      | 8                  | 9  | 9  | 10 | 10 | 11 | 9  | 10 | 11 | 11 | 10 | 10 | 9  |    |
| Thành phố Hồ Chí Minh | 13                 | 13 | 14 | 12 | 13 | 12 | 12 | 14 | 14 | 12 | 13 | 12 | 13 |    |
| Thép Xanh Nam Định    | 3                  | 1  | 2  | 3  | 3  | 3  | 4  | 5  | 5  | 5  | 8  | 8  | 7  |    |
| Topenland Bình Định   | 14                 | 6  | 4  | 1  | 4  | 4  | 3  | 4  | 4  | 4  | 7  | 7  | 6  |    |
| Viettel               | 9                  | 10 | 6  | 5  | 8  | 7  | 10 | 6  | 8  | 7  | 5  | 4  | 4  |    |

#### Giai đoạn 2

##### Nhóm A (Nhóm vô địch)
| Đội ╲ Vòng          | 1              | 2 | 3 | 4 | 5 | 6 | 7 |   |
| ------------------- | -------------- | - | - | - | - | - | - | - |
| Đội ╲ Vòng          | Công an Hà Nội | 1 | 1 | 3 | 2 | 1 | 1 | 1 |
| Đông Á Thanh Hóa    | 4              | 3 | 2 | 3 | 4 | 4 | 4 |   |
| Hà Nội              | 2              | 2 | 1 | 1 | 2 | 2 | 2 |   |
| Hải Phòng           | 7              | 8 | 6 | 6 | 5 | 5 | 6 |   |
| Hồng Lĩnh Hà Tĩnh   | 6              | 6 | 7 | 7 | 7 | 7 | 8 |   |
| Thép Xanh Nam Định  | 5              | 5 | 5 | 5 | 6 | 6 | 5 |   |
| Topenland Bình Định | 8              | 7 | 8 | 8 | 8 | 8 | 7 |   |
| Viettel             | 3              | 4 | 4 | 4 | 3 | 3 | 3 |   |

##### Nhóm B (Nhóm trụ hạng)
| Đội ╲ Vòng            | 1                  | 2  | 3  | 4  | 5  |    |
| --------------------- | ------------------ | -- | -- | -- | -- | -- |
| Đội ╲ Vòng            | Becamex Bình Dương | 13 | 14 | 12 | 12 | 12 |
| Hoàng Anh Gia Lai     | 10                 | 9  | 9  | 9  | 10 |    |
| Khánh Hòa             | 11                 | 11 | 10 | 11 | 11 |    |
| SHB Đà Nẵng           | 12                 | 12 | 13 | 14 | 14 |    |
| Sông Lam Nghệ An      | 9                  | 10 | 11 | 10 | 9  |    |
| Thành phố Hồ Chí Minh | 14                 | 13 | 14 | 13 | 13 |    |

## Bảng xếp hạng

### Giai đoạn 1
| VT | Đội                   | ST | T | H | B | BT | BB | HS  | Đ  | Giành quyền tham dự               |
| -- | --------------------- | -- | - | - | - | -- | -- | --- | -- | --------------------------------- |
| 1  | Công an Hà Nội        | 13 | 7 | 3 | 3 | 29 | 15 | +14 | 24 | Tham dự nhóm vô địch giai đoạn 2  |
| 2  | Đông Á Thanh Hóa      | 13 | 6 | 5 | 2 | 20 | 15 | +5  | 23 | Tham dự nhóm vô địch giai đoạn 2  |
| 3  | Hà Nội                | 13 | 6 | 4 | 3 | 18 | 12 | +6  | 22 | Tham dự nhóm vô địch giai đoạn 2  |
| 4  | Viettel               | 13 | 5 | 6 | 2 | 14 | 11 | +3  | 21 | Tham dự nhóm vô địch giai đoạn 2  |
| 5  | Hải Phòng             | 13 | 4 | 7 | 2 | 14 | 13 | +1  | 19 | Tham dự nhóm vô địch giai đoạn 2  |
| 6  | Topenland Bình Định   | 13 | 5 | 4 | 4 | 17 | 17 | 0   | 19 | Tham dự nhóm vô địch giai đoạn 2  |
| 7  | Thép Xanh Nam Định    | 13 | 4 | 7 | 2 | 12 | 13 | −1  | 19 | Tham dự nhóm vô địch giai đoạn 2  |
| 8  | Hồng Lĩnh Hà Tĩnh     | 13 | 4 | 6 | 3 | 20 | 20 | 0   | 18 | Tham dự nhóm vô địch giai đoạn 2  |
| 9  | Sông Lam Nghệ An      | 13 | 3 | 7 | 3 | 14 | 15 | −1  | 16 | Tham dự nhóm trụ hạng giai đoạn 2 |
| 10 | Hoàng Anh Gia Lai     | 13 | 2 | 8 | 3 | 15 | 16 | −1  | 14 | Tham dự nhóm trụ hạng giai đoạn 2 |
| 11 | Khánh Hòa             | 13 | 2 | 7 | 4 | 11 | 14 | −3  | 13 | Tham dự nhóm trụ hạng giai đoạn 2 |
| 12 | SHB Đà Nẵng           | 13 | 1 | 7 | 5 | 8  | 15 | −7  | 10 | Tham dự nhóm trụ hạng giai đoạn 2 |
| 13 | Thành phố Hồ Chí Minh | 13 | 2 | 2 | 9 | 19 | 27 | −8  | 8  | Tham dự nhóm trụ hạng giai đoạn 2 |
| 14 | Becamex Bình Dương    | 13 | 0 | 7 | 6 | 13 | 21 | −8  | 7  | Tham dự nhóm trụ hạng giai đoạn 2 |

### Giai đoạn 2

#### Nhóm A (Nhóm vô địch)
| VT | Đội                 | ST | T  | H  | B | BT | BB | HS  | Đ  | Giành quyền tham dự                                                 |
| -- | ------------------- | -- | -- | -- | - | -- | -- | --- | -- | ------------------------------------------------------------------- |
| 1  | Công an Hà Nội (C)  | 20 | 11 | 5  | 4 | 39 | 21 | +18 | 38 | Tham dự vòng bảng Giải vô địch bóng đá các câu lạc bộ ASEAN 2024–25 |
| 2  | Hà Nội              | 20 | 11 | 5  | 4 | 35 | 22 | +13 | 38 |                                                                     |
| 3  | Viettel             | 20 | 8  | 8  | 4 | 23 | 17 | +6  | 32 |                                                                     |
| 4  | Đông Á Thanh Hóa    | 20 | 8  | 7  | 5 | 27 | 22 | +5  | 31 | Tham dự vòng bảng Giải vô địch bóng đá các câu lạc bộ ASEAN 2024–25 |
| 5  | Thép Xanh Nam Định  | 20 | 7  | 8  | 5 | 19 | 19 | 0   | 29 |                                                                     |
| 6  | Hải Phòng           | 20 | 6  | 8  | 6 | 20 | 23 | −3  | 26 |                                                                     |
| 7  | Topenland Bình Định | 20 | 6  | 6  | 8 | 23 | 28 | −5  | 24 |                                                                     |
| 8  | Hồng Lĩnh Hà Tĩnh   | 20 | 4  | 11 | 5 | 24 | 30 | −6  | 23 |                                                                     |

1. ↑  Đông Á Thanh Hóa giành quyền tham dự Giải vô địch bóng đá các câu lạc bộ ASEAN 2024–25 nhờ vô địch Cúp Quốc gia 2023.

#### Nhóm B (Nhóm trụ hạng)
| VT | Đội                   | ST | T | H | B  | BT | BB | HS  | Đ  | Xuống hạng                        |
| -- | --------------------- | -- | - | - | -- | -- | -- | --- | -- | --------------------------------- |
| 9  | Sông Lam Nghệ An      | 18 | 6 | 7 | 5  | 19 | 20 | −1  | 25 |                                   |
| 10 | Hoàng Anh Gia Lai     | 18 | 5 | 8 | 5  | 19 | 19 | 0   | 23 |                                   |
| 11 | Khánh Hòa             | 18 | 4 | 7 | 7  | 18 | 22 | −4  | 19 |                                   |
| 12 | Becamex Bình Dương    | 18 | 2 | 9 | 7  | 19 | 23 | −4  | 15 |                                   |
| 13 | Thành phố Hồ Chí Minh | 18 | 4 | 3 | 11 | 21 | 32 | −11 | 15 |                                   |
| 14 | SHB Đà Nẵng (R)       | 18 | 2 | 8 | 8  | 11 | 19 | −8  | 14 | Xuống chơi tại V.League 2 2023–24 |

## Thống kê mùa giải

### Theo câu lạc bộ
| Xếp hạng                     | Câu lạc bộ                                                                  | Số lượng |
| ---------------------------- | --------------------------------------------------------------------------- | -------- |
| CLB thắng nhiều nhất         | Công an Hà Nội, Hà Nội                                                      | 11 trận  |
| CLB thắng ít nhất            | SHB Đà Nẵng, Becamex Bình Dương                                             | 2 trận   |
| CLB hoà nhiều nhất           | Hồng Lĩnh Hà Tĩnh                                                           | 11 trận  |
| CLB hoà ít nhất              | Thành phố Hồ Chí Minh                                                       | 3 trận   |
| CLB thua nhiều nhất          | Thành phố Hồ Chí Minh                                                       | 11 trận  |
| CLB thua ít nhất             | Công an Hà Nội, Hà Nội, Viettel                                             | 4 trận   |
| Chuỗi thắng dài nhất         | Công an Hà Nội                                                              | 4 trận   |
| Chuỗi bất bại dài nhất       | Đông Á Thanh Hóa                                                            | 10 trận  |
| Chuỗi không thắng dài nhất   | Becamex Bình Dương                                                          | 15 trận  |
| Chuỗi thua dài nhất          | SHB Đà Nẵng, Thành phố Hồ Chí Minh, Thép Xanh Nam Định, Topenland Bình Định | 3 trận   |
| CLB ghi nhiều bàn thắng nhất | Công an Hà Nội                                                              | 39 bàn   |
| CLB ghi ít bàn thắng nhất    | SHB Đà Nẵng                                                                 | 11 bàn   |
| CLB lọt lưới nhiều nhất      | Thành phố Hồ Chí Minh                                                       | 32 bàn   |
| CLB lọt lưới ít nhất         | Viettel                                                                     | 17 bàn   |
| CLB nhận thẻ vàng nhiều nhất | Đông Á Thanh Hóa                                                            | 47 thẻ   |
| CLB nhận thẻ vàng ít nhất    | Sông Lam Nghệ An                                                            | 25 thẻ   |
| CLB nhận thẻ đỏ nhiều nhất   | Đông Á Thanh Hóa, Topenland Bình Định, Hoàng Anh Gia Lai                    | 2 thẻ    |
| CLB nhận thẻ đỏ ít nhất      | Công an Hà Nội, Viettel, Thép Xanh Nam Định, Sông Lam Nghệ An               | 0 thẻ    |

### Theo cầu thủ

#### Cầu thủ ghi bàn hàng đầu
Dưới đây là danh sách những cầu thủ ghi bàn của giải đấu. Đã có 317 bàn thắng ghi được trong 134 trận đấu, trung bình 2.37 bàn thắng mỗi trận đấu.

| Xếp hạng | Cầu thủ                | Câu lạc bộ            | Số bàn thắng |
| -------- | ---------------------- | --------------------- | ------------ |
| 1        | Rafaelson              | Topenland Bình Định   | 16           |
| 2        | Jhon Cley              | Công an Hà Nội        | 11           |
| 2        | Bruno Cantanhede       | Đông Á Thanh Hóa      | 11           |
| 3        | Nguyễn Văn Quyết       | Hà Nội                | 9            |
| 3        | Victor Mansaray        | Thành phố Hồ Chí Minh | 9            |
| 4        | Herlison Caion         | Hà Nội                | 8            |
| 4        | Abdoulaye Diallo       | Hồng Lĩnh Hà Tĩnh     | 8            |
| 4        | Hoàng Vũ Samson        | Thành phố Hồ Chí Minh | 8            |
| 5        | Rimario Gordon         | Becamex Bình Dương    | 7            |
| 5        | Lucão do Break         | SHB Đà Nẵng           | 7            |
| 5        | Nguyễn Đức Chiến       | Viettel               | 7            |
| 6        | Gustavo Henrique       | Công an Hà Nội        | 6            |
| 6        | Phạm Tuấn Hải          | Hà Nội                | 6            |
| 6        | Paollo Madeira         | Hoàng Anh Gia Lai     | 6            |
| 7        | Jordy Soladio          | Sông Lam Nghệ An      | 5            |
| 7        | Michael Olaha          | Sông Lam Nghệ An      | 5            |
| 7        | Nguyễn Hoàng Đức       | Viettel               | 5            |
| 8        | Raphael Success        | Công an Hà Nội        | 4            |
| 8        | Gustavo Santos         | Đông Á Thanh Hóa      | 4            |
| 8        | Joseph Mpande          | Hải Phòng             | 4            |
| 8        | Nguyễn Hải Huy         | Hải Phòng             | 4            |
| 8        | Nguyễn Trung Học       | Hồng Lĩnh Hà Tĩnh     | 4            |
| 8        | Yago Ramos             | Khánh Hòa             | 4            |
| 8        | Đinh Xuân Tiến         | Sông Lam Nghệ An      | 4            |
| 9        | Nguyễn Tiến Linh       | Becamex Bình Dương    | 3            |
| 9        | Juvhel Tsoumou         | Công an Hà Nội        | 3            |
| 9        | Lê Văn Đô              | Công an Hà Nội        | 3            |
| 9        | Paulo Conrado          | Đông Á Thanh Hóa      | 3            |
| 9        | Triệu Việt Hưng        | Hải Phòng             | 3            |
| 9        | Châu Ngọc Quang        | Hoàng Anh Gia Lai     | 3            |
| 9        | Trần Minh Vương        | Hoàng Anh Gia Lai     | 3            |
| 9        | Jairo Rodrigues        | Khánh Hòa             | 3            |
| 9        | Muacir Abdul           | Khánh Hòa             | 3            |
| 9        | Ryan Ha                | Khánh Hòa             | 3            |
| 9        | Rodrigo Dias           | SHB Đà Nẵng           | 3            |
| 9        | Daniel Green           | Thành phố Hồ Chí Minh | 3            |
| 9        | Douglas Coutinho       | Thép Xanh Nam Định    | 3            |
| 9        | Hendrio Araujo         | Thép Xanh Nam Định    | 3            |
| 9        | Trần Ngọc Sơn          | Thép Xanh Nam Định    | 3            |
| 9        | Jermie Lynch           | Topenland Bình Định   | 3            |
| 10       | Đoàn Hải Quân          | Becamex Bình Dương    | 2            |
| 10       | Trần Văn Trung         | Công an Hà Nội        | 2            |
| 10       | Vũ Văn Thanh           | Công an Hà Nội        | 2            |
| 10       | Lâm Ti Phông           | Đông Á Thanh Hóa      | 2            |
| 10       | Lê Văn Thắng           | Đông Á Thanh Hóa      | 2            |
| 10       | Đỗ Duy Mạnh            | Hà Nội                | 2            |
| 10       | Carlos Fernández       | Hải Phòng             | 2            |
| 10       | Nguyễn Tuấn Anh        | Hải Phòng             | 2            |
| 10       | Yuri Mamute            | Hải Phòng             | 2            |
| 10       | Đinh Thanh Bình        | Hoàng Anh Gia Lai     | 2            |
| 10       | Washington Brandão     | Hoàng Anh Gia Lai     | 2            |
| 10       | Đinh Thanh Trung       | Hồng Lĩnh Hà Tĩnh     | 2            |
| 10       | Janclesio Almeida      | Hồng Lĩnh Hà Tĩnh     | 2            |
| 10       | Trần Phi Sơn           | Hồng Lĩnh Hà Tĩnh     | 2            |
| 10       | Zé Paulo               | Hồng Lĩnh Hà Tĩnh     | 2            |
| 10       | Đoàn Công Thành        | Khánh Hòa             | 2            |
| 10       | Hà Minh Tuấn           | SHB Đà Nẵng           | 2            |
| 10       | Hoàng Minh Tuấn        | Thép Xanh Nam Định    | 2            |
| 10       | Samuel Nnamani         | Thép Xanh Nam Định    | 2            |
| 10       | Hà Đức Chinh           | Topenland Bình Định   | 2            |
| 10       | Bùi Tiến Dũng          | Viettel               | 2            |
| 10       | Dương Văn Hào          | Viettel               | 2            |
| 10       | Mohamed Essam          | Viettel               | 2            |
| 10       | Nhâm Mạnh Dũng         | Viettel               | 2            |
| 11       | A Sân                  | Becamex Bình Dương    | 1            |
| 11       | Bùi Vĩ Hào             | Becamex Bình Dương    | 1            |
| 11       | Guy Olivier N'Diaye    | Becamex Bình Dương    | 1            |
| 11       | Lê Quang Hùng          | Becamex Bình Dương    | 1            |
| 11       | Nguyễn Thành Lộc       | Becamex Bình Dương    | 1            |
| 11       | Nguyễn Trần Việt Cường | Becamex Bình Dương    | 1            |
| 11       | Tống Anh Tỷ            | Becamex Bình Dương    | 1            |
| 11       | Hà Văn Phương          | Công an Hà Nội        | 1            |
| 11       | Hoàng Văn Toản         | Công an Hà Nội        | 1            |
| 11       | Hồ Tấn Tài             | Công an Hà Nội        | 1            |
| 11       | Nguyễn Quang Hải       | Công an Hà Nội        | 1            |
| 11       | Nguyễn Trọng Long      | Công an Hà Nội        | 1            |
| 11       | Nguyễn Xuân Nam        | Công an Hà Nội        | 1            |
| 11       | A Mít                  | Đông Á Thanh Hóa      | 1            |
| 11       | Lê Thanh Bình          | Đông Á Thanh Hóa      | 1            |
| 11       | Nguyễn Hữu Dũng        | Đông Á Thanh Hóa      | 1            |
| 11       | Nguyễn Trọng Hùng      | Đông Á Thanh Hóa      | 1            |
| 11       | Bùi Hoàng Việt Anh     | Hà Nội                | 1            |
| 11       | Đỗ Hùng Dũng           | Hà Nội                | 1            |
| 11       | Marcão Silva           | Hà Nội                | 1            |
| 11       | Milan Jevtović         | Hà Nội                | 1            |
| 11       | Nguyễn Văn Tùng        | Hà Nội                | 1            |
| 11       | Nguyễn Văn Vĩ          | Hà Nội                | 1            |
| 11       | Hồ Minh Dĩ             | Hải Phòng             | 1            |
| 11       | Lương Hoàng Nam        | Hải Phòng             | 1            |
| 11       | Nguyễn Hữu Sơn         | Hải Phòng             | 1            |
| 11       | Nguyễn Quốc Việt       | Hoàng Anh Gia Lai     | 1            |
| 11       | Trần Đình Bảo          | Hoàng Anh Gia Lai     | 1            |
| 11       | Bùi Văn Đức            | Hồng Lĩnh Hà Tĩnh     | 1            |
| 11       | Phạm Văn Long          | Hồng Lĩnh Hà Tĩnh     | 1            |
| 11       | Trần Văn Công          | Hồng Lĩnh Hà Tĩnh     | 1            |
| 11       | Vũ Viết Triều          | Hồng Lĩnh Hà Tĩnh     | 1            |
| 11       | Douglas Mineiro        | Khánh Hòa             | 1            |
| 11       | Nguyễn Thành Nhân      | Khánh Hòa             | 1            |
| 11       | Phạm Trùm Tỉnh         | Khánh Hòa             | 1            |
| 11       | Maurício Pinto         | SHB Đà Nẵng           | 1            |
| 11       | Nguyễn Trọng Hoàng     | Sông Lam Nghệ An      | 1            |
| 11       | Phan Xuân Đại          | Sông Lam Nghệ An      | 1            |
| 11       | Trần Mạnh Quỳnh        | Sông Lam Nghệ An      | 1            |
| 11       | Trần Nam Hải           | Sông Lam Nghệ An      | 1            |
| 11       | Vytas Gašpuitis        | Sông Lam Nghệ An      | 1            |
| 11       | André Luiz Guimaraes   | Thép Xanh Nam Định    | 1            |
| 11       | Dominic Vinicius       | Thép Xanh Nam Định    | 1            |
| 11       | Dương Thanh Hào        | Thép Xanh Nam Định    | 1            |
| 11       | Đoàn Thanh Trường      | Thép Xanh Nam Định    | 1            |
| 11       | Nguyễn Phong Hồng Duy  | Thép Xanh Nam Định    | 1            |
| 11       | Tô Văn Vũ              | Thép Xanh Nam Định    | 1            |
| 11       | Huỳnh Tiến Đạt         | Topenland Bình Định   | 1            |
| 11       | Phạm Văn Thành         | Topenland Bình Định   | 1            |
| 11       | Jahongir Abdumuminov   | Viettel               | 1            |
| 11       | Nguyễn Thanh Bình      | Viettel               | 1            |
| 11       | Trần Danh Trung        | Viettel               | 1            |

#### Bàn phản lưới nhà
| Xếp hạng | Cầu thủ           | Câu lạc bộ            | Đối thủ               | Số bàn |
| -------- | ----------------- | --------------------- | --------------------- | ------ |
| 1        | Huỳnh Tấn Sinh    | Công an Hà Nội        | Thành phố Hồ Chí Minh | 1      |
| 1        | Lucão do Break    | Hà Nội                | SHB Đà Nẵng           | 1      |
| 1        | Janclesio Almeida | Hồng Lĩnh Hà Tĩnh     | Đông Á Thanh Hóa      | 1      |
| 1        | Jonny Campbell    | Thành phố Hồ Chí Minh | Hà Nội                | 1      |
| 1        | Đặng Văn Lâm      | Topenland Bình Định   | Hoàng Anh Gia Lai     | 1      |
| 1        | Bùi Tiến Dũng     | Viettel               | Công an Hà Nội        | 1      |

#### Ghi hat-trick
| Cầu thủ        | Câu lạc bộ          | Đối thủ             | Kết quả | Ngày                |
| -------------- | ------------------- | ------------------- | ------- | ------------------- |
| Herlison Caion | Hà Nội              | Đông Á Thanh Hóa    | 3–1 (A) | 12 tháng 8 năm 2023 |
| Lucão do Break | SHB Đà Nẵng         | Khánh Hòa           | 3–1 (A) | 11 tháng 8 năm 2023 |
| Herlison Caion | Hà Nội              | Topenland Bình Định | 4–2 (H) | 17 tháng 7 năm 2023 |
| Jhon Cley      | Công an Hà Nội      | Hồng Lĩnh Hà Tĩnh   | 4–2 (H) | 24 tháng 6 năm 2023 |
| Rafaelson      | Topenland Bình Định | Hà Nội              | 3–1 (H) | 17 tháng 4 năm 2023 |
| Juvhel Tsoumou | Công an Hà Nội      | Topenland Bình Định | 5–0 (H) | 3 tháng 2 năm 2023  |

- Ghi chú:

4: ghi 4 bàn; (H) – Sân nhà; (A) – Sân khách

#### Số trận giữ sạch lưới
| Xếp hạng | Thủ môn            | Câu lạc bộ            | Số trận giữ sạch lưới |
| -------- | ------------------ | --------------------- | --------------------- |
| 1        | Phạm Văn Phong     | Viettel               | 11                    |
| 2        | Nguyễn Thanh Diệp  | Đông Á Thanh Hóa      | 8                     |
| 2        | Trần Nguyên Mạnh   | Thép Xanh Nam Định    | 8                     |
| 3        | Nguyễn Đình Triệu  | Hải Phòng             | 7                     |
| 4        | Bùi Tấn Trường     | Hà Nội                | 5                     |
| 4        | Huỳnh Tuấn Linh    | Hoàng Anh Gia Lai     | 5                     |
| 4        | Võ Ngọc Cường      | Khánh Hòa             | 5                     |
| 5        | Trần Minh Toàn     | Becamex Bình Dương    | 4                     |
| 5        | Dương Quang Tuấn   | Hồng Lĩnh Hà Tĩnh     | 4                     |
| 5        | Nguyễn Thanh Tùng  | Hồng Lĩnh Hà Tĩnh     | 4                     |
| 5        | Patrik Lê Giang    | Thành phố Hồ Chí Minh | 4                     |
| 5        | Đặng Văn Lâm       | Topenland Bình Định   | 4                     |
| 6        | Phan Văn Biểu      | SHB Đà Nẵng           | 3                     |
| 6        | Nguyễn Văn Việt    | Sông Lam Nghệ An      | 3                     |
| 7        | Filip Nguyễn       | Công an Hà Nội        | 2                     |
| 7        | Lê Văn Trường      | Khánh Hòa             | 2                     |
| 7        | Phạm Văn Cường     | SHB Đà Nẵng           | 2                     |
| 7        | Trần Văn Tiến      | Sông Lam Nghệ An      | 2                     |
| 8        | Bùi Tiến Dũng      | Công an Hà Nội        | 1                     |
| 8        | Đỗ Sỹ Huy          | Công an Hà Nội        | 1                     |
| 8        | Nguyễn Văn Toản    | Hải Phòng             | 1                     |
| 8        | Nguyễn Văn Hoàng   | Sông Lam Nghệ An      | 1                     |
| 8        | Nguyễn Thanh Thắng | Thành phố Hồ Chí Minh | 1                     |
| 8        | Quàng Thế Tài      | Viettel               | 1                     |

## Số khán giả

### Giai đoạn 1
| CLB                   | Tr | Vòng 1 | Vòng 2 | Vòng 3 | Vòng 4 | Vòng 5 | Vòng 6 | Vòng 7 | Vòng 8 | Vòng 9 | Vòng 10 | Vòng 11 | Vòng 12 | Vòng 13 | Tổng cộng | TB     |
| --------------------- | -- | ------ | ------ | ------ | ------ | ------ | ------ | ------ | ------ | ------ | ------- | ------- | ------- | ------- | --------- | ------ |
| Becamex Bình Dương    | 6  |        | 5.000  |        | 4.000  |        | 5.000  |        |        | 3.500  | 8.000   |         |         | 5.000   | 30.500    | 5.083  |
| Công an Hà Nội        | 7  | 11.000 |        | 9.000  |        | 5.000  |        | 9.000  |        | 13.000 | 6.000   |         | 8.000   |         | 61.000    | 8.714  |
| Đông Á Thanh Hóa      | 7  |        | 5.000  | 7.000  |        |        | 5.000  | 7.000  |        | 8.000  |         | 10.000  |         | 9.000   | 51.000    | 7.286  |
| Hà Nội                | 6  |        | 14.000 |        | 8.000  |        | 6.000  |        | 5.000  |        |         | 5.000   |         | 7.000   | 45.000    | 7.500  |
| Hải Phòng             | 6  | 6.000  |        |        | 8.000  |        |        | 5.500  |        | 6.000  |         | 13.000  | 5.000   |         | 43.500    | 7.250  |
| Hoàng Anh Gia Lai     | 6  | 9.000  |        |        | 11.000 |        | 9.000  |        | 6.000  |        | 6.000   |         | 9.000   |         | 50.000    | 8.333  |
| Hồng Lĩnh Hà Tĩnh     | 7  |        | 6.000  | 5.000  |        | 5.000  |        | 4.000  |        | 4.000  |         | 5.000   |         | 7.000   | 36.000    | 5.143  |
| Khánh Hòa             | 6  | 8.000  |        |        | 5.000  |        |        | 8.000  | 7.000  |        |         | 5.000   | 6.500   |         | 39.500    | 6.583  |
| SHB Đà Nẵng           | 6  |        | 6.000  |        | 5.000  |        | 4.500  |        |        | 5.000  |         | 12.000  |         | 16.000  | 48.500    | 8.083  |
| Sông Lam Nghệ An      | 7  | 4.000  |        | 5.000  |        | 3.500  |        | 4.000  | 6.500  |        |         | 6.000   | 6.000   |         | 35.000    | 5.000  |
| Thành phố Hồ Chí Minh | 7  |        | 3.000  | 3.000  |        | 5.000  | 4.000  |        | 5.000  |        | 5.000   |         |         | 5.000   | 25.000    | 4.286  |
| Thép Xanh Nam Định    | 7  | 15.000 |        | 18.000 |        | 12.000 | 14.000 |        | 15.000 |        | 11.000  |         | 10.000  |         | 95.000    | 13.571 |
| Topenland Bình Định   | 7  |        | 4.000  | 4.000  |        | 4.000  |        | 6.500  |        | 6.000  | 3.500   |         |         | 7.000   | 35.000    | 5.000  |
| Viettel               | 6  | 5.000  |        |        | 7.000  | 3.500  |        |        | 2.000  |        | 4.200   |         | 2.000   |         | 23.700    | 3.950  |
| Tổng cộng             | 91 | 58.000 | 43.000 | 51.000 | 48.000 | 38.000 | 47.500 | 44.000 | 46.500 | 45.500 | 43.700  | 56.000  | 46.500  | 58.000  | 625.700   | 48.131 |
| Trung bình            | —  | 8.286  | 6.143  | 7.286  | 6.857  | 5.429  | 6.786  | 6.286  | 6.643  | 6.500  | 6.243   | 8.000   | 6.643   | 8.286   | 89.388    | 6.876  |

### Giai đoạn 2

#### Nhóm A (Nhóm vô địch)
| CLB                 | Tr | Vòng 1 | Vòng 2 | Vòng 3 | Vòng 4 | Vòng 5 | Vòng 6 | Vòng 7 | Tổng cộng | TB     |
| ------------------- | -- | ------ | ------ | ------ | ------ | ------ | ------ | ------ | --------- | ------ |
| Công an Hà Nội      | 4  | 12.000 |        | 11.000 |        | 14.000 |        | 14.000 | 51.000    | 12.750 |
| Đông Á Thanh Hóa    | 4  | 7.000  |        | 5.000  |        | 8.000  | 7.000  |        | 27.000    | 6.750  |
| Hà Nội              | 4  | 4.500  |        | 8.000  | 8.000  |        |        | 9.000  | 29.500    | 7.375  |
| Hải Phòng           | 3  |        | 6.000  |        |        | 5.000  |        | 6.000  | 17.000    | 5.667  |
| Hồng Lĩnh Hà Tĩnh   | 3  |        | 5.000  |        | 3.000  |        | 5.000  |        | 13.000    | 4.333  |
| Thép Xanh Nam Định  | 3  |        | 15.000 |        | 10.000 |        |        | 11.000 | 36.000    | 12.000 |
| Topenland Bình Định | 3  |        | 7.500  |        |        | 2.000  | 2.000  |        | 11.500    | 3.833  |
| Viettel             | 4  | 5.000  |        | 5.000  | 4.000  |        | 14.000 |        | 28.000    | 7.000  |
| Tổng cộng           | 28 | 29.500 | 32.500 | 29.000 | 6.000  | 29.000 | 28.000 | 40.000 | 194.000   | 27.714 |
| Trung bình          | —  | 7.375  | 8.125  | 7.250  | 4.000  | 7.250  | 7.000  | 10.000 | 51.000    | 7.286  |

#### Nhóm B (Nhóm trụ hạng)
| CLB                   | Tr | Vòng 1 | Vòng 2 | Vòng 3 | Vòng 4 | Vòng 5 | Tổng cộng | TB     |
| --------------------- | -- | ------ | ------ | ------ | ------ | ------ | --------- | ------ |
| Becamex Bình Dương    | 2  |        | 6.500  |        | 5.000  |        | 11.500    | 5.750  |
| Hoàng Anh Gia Lai     | 3  | 5.500  |        | 5.000  | 5.000  |        | 15.500    | 5.167  |
| Khánh Hòa             | 3  |        | 5.000  | 5.000  |        | 5.000  | 15.000    | 5.000  |
| SHB Đà Nẵng           | 2  | 8.000  |        |        | 10.000 |        | 18.000    | 9.000  |
| Sông Lam Nghệ An      | 3  | 2.500  |        | 2.000  |        | 5.000  | 9.900     | 3.300  |
| Thành phố Hồ Chí Minh | 2  |        | 4.000  |        |        | 8.000  | 12.000    | 2.000  |
| Tổng cộng             | 15 | 16.000 | 15.500 | 12.000 | 20.000 | 18.000 | 81.500    | 16.300 |
| Trung bình            | —  | 5.333  | 5.167  | 4.000  | 6.667  | 6.000  | 27.167    | 5.433  |

## Các giải thưởng

### Giải thưởng tháng
Các giải thưởng hàng tháng của mùa giải này đều đến từ đơn vị đồng hành Casper Việt Nam.
| Tháng   | CLB xuất sắc nhất tháng | HLV xuất sắc nhất tháng                | Cầu thủ xuất sắc nhất tháng      | Bàn thắng đẹp nhất tháng                |
| ------- | ----------------------- | -------------------------------------- | -------------------------------- | --------------------------------------- |
| Tháng 2 | TopenLand Bình Định     | Nguyễn Đức Thắng (TopenLand Bình Định) | Nguyễn Văn Quyết (Hà Nội)        | Trần Phi Sơn (Hồng Lĩnh Hà Tĩnh)        |
| Tháng 4 | Đông Á Thanh Hóa        | Velizar Popov (Đông Á Thanh Hóa)       | Paulo Conrado (Đông Á Thanh Hóa) | Nguyễn Trọng Long (Công an Hà Nội)      |
| Tháng 6 | Hải Phòng               | Chu Đình Nghiêm (Hải Phòng)            | Jhon Cley (Công an Hà Nội)       | Hoàng Vũ Samson (Thành phố Hồ Chí Minh) |
| Tháng 8 | Viettel                 | Thạch Bảo Khanh (Viettel)              | Nguyễn Hoàng Đức (Viettel)       | Trần Phi Sơn (Hồng Lĩnh Hà Tĩnh)        |

### Giải thưởng chung cuộc
Được trao tại lễ trao giải V.League Awards 2023 vào ngày 31 tháng 8 năm 2023.
| Giải bóng đá Vô địch Quốc gia 2023 Nhà vô địch |
| ---------------------------------------------- |
| Công an Hà Nội Lần thứ 2                       |

## Các sự việc xoay quanh giải đấu

### Xung đột lợi ích liên quan đến nhà tài trợ
Trước khi mùa giải mới bắt đầu, ngày 18 tháng 1 năm 2023, VPF đã gửi công văn thông báo tới Hoàng Anh Gia Lai (HAGL) về việc nhà tài trợ mới của đội bóng này (tập đoàn Carabao của Thái Lan) đã va chạm quyền lợi với nhà tài trợ chính của giải đấu (Công ty cổ phần Sâm Ngọc Linh Kon Tum), và yêu cầu đội bóng không được sử dụng các hình ảnh của nhà tài trợ mới trong phạm vi liên quan tới giải vô địch quốc gia. Đáp lại, phía HAGL tuyên bố họ sẽ ngừng tham dự V.League 2023 nếu VPF không cho họ quảng cáo nhà tài trợ. Trong văn bản phúc đáp, đại diện câu lạc bộ nhấn mạnh họ đã ký kết hợp đồng tài trợ với Carabao trước khi VPF công bố thương hiệu nước tăng lực cho giải đấu, hơn nữa việc khai thác ngành hàng nước tăng lực tài trợ cho đội đã được thực hiện liên tục từ năm 2021 (khi còn hợp đồng với nhà tài trợ cũ) nên VPF không thể cấm HAGL làm điều đó trong mùa giải mới. Văn bản này đúc kết, "quyết định của VPF là hoàn toàn vô lý và không tạo điều kiện cho CLB HAGL phát triển".
Sau đó, các bên liên quan gồm HAGL, VPF, Carabao và nhà tài trợ bước đầu đã có những thỏa thuận với nhau. Theo đó, Night Wolf sẵn sàng nhượng bộ việc tài trợ cho đối tác của HAGL trên cơ sở được VPF chấp thuận; nhà tài trợ mới phải cam kết tài trợ cho V.League ít nhất trong 3 mùa giải liên tiếp với giá trị hợp đồng không thấp hơn hợp đồng hiện tại. Đổi lại, toàn bộ 14 câu lạc bộ V.League sẽ được sử dụng hình ảnh quảng cáo nước tăng lực cũng như các sản phẩm trùng với ngành hàng của nhà tài trợ mới. Phía Sâm Ngọc Linh cũng cho biết luôn sẵn sàng chia sẻ với các CLB nhưng không phá vỡ các quy định, thông lệ đã có.
Ngày 30 tháng 1, VPF tiếp tục đề nghị HAGL không được sử dụng hình ảnh của Carabao để tiến hành các hoạt động quảng cáo trong khuôn khổ mùa giải 2023. Cùng ngày, HAGL cũng có công văn phản hồi VPF thông báo đội bóng này nhiều khả năng sẽ không thể tham dự mùa giải 2023 do không đủ tài chính duy trì hoạt động, nhưng họ vẫn sẽ nỗ lực đàm phán với nhà tài trợ chính của đội. Khúc mắc sau đó phần nào được gỡ bỏ khi vào ngày 1 tháng 2, phía HAGL đề xuất phương án giải quyết, trong đó logo Carabao (không có chữ nước tăng lực bằng tiếng Anh và tiếng Việt) tiếp tục xuất hiện trên trang phục thi đấu và tập luyện của CLB, các hạng mục của bộ nhận diện và quảng cáo trong sân. Các hoạt động quảng bá sản phẩm sẽ được tiến hành bên ngoài sân thi đấu và ở những khu vực thích hợp tách biệt với nhà tài trợ chính. Đề xuất này của HAGL đã được VPF chấp thuận.
Mặc dù vậy, trong ngày 2 tháng 2, HAGL gửi công văn đến Bộ Văn hóa, Thể thao và Du lịch, Tổng cục Thể dục Thể thao và Liên đoàn Bóng đá Việt Nam kiến nghị các cơ quan này xem xét và có ý kiến để VPF sửa đổi điều lệ V.League 2023. HAGL cho rằng quy định độc quyền của VPF, xét ở góc độ đảm bảo quyền tự do kinh doanh theo quy định pháp luật, là không phù hợp khi nó "dẫn đến sự trói buộc việc tìm nguồn tài trợ cho hoạt động của các CLB bóng đá, nhất là trong tình hình khó khăn về kinh tế như hiện nay". Thậm chí, HAGL còn đâm đơn kiện VPF ra Tòa án nhân dân quận Nam Từ Liêm (Hà Nội) - nơi VPF đặt trụ sở công ty - với lý do quy định của VPF đi ngược với quy chế bóng đá chuyên nghiệp Việt Nam do VFF ban hành và vi phạm quy định pháp luật Việt Nam. Tuy nhiên cho đến hiện tại, vụ việc giữa VPF và HAGL đã không có bước tiến triển nào thêm.

### Sai sót của các trọng tài

#### Vòng 1, giai đoạn 1

##### Hải PhònggặpBecamex Bình Dương
Trong trận Hải Phòng gặp Becamex Bình Dương, Trần Trung Hiếu (Becamex Bình Dương) đã để bóng chạm tay ở vị trí nhạy cảm. Các cầu thủ Hải Phòng cho rằng đó là tình huống diễn ra trong vòng cấm và yêu cầu một quả phạt đền, tuy nhiên trọng tài Nguyễn Viết Duẩn quyết định một quả phạt bên ngoài vòng cấm Becamex Bình Dương. Sau đó, Nguyễn Hải Huy đột phá và bị ngã trong vòng cấm Becamex Bình Dương, nhưng trọng tài cho rằng không có lỗi của hậu vệ đội khách.

##### ViettelgặpHà Nội
Trong trận Viettel gặp Hà Nội, trợ lý trọng tài đã mắc sai lầm khi căng cờ báo việt vị trong tình huống Trần Danh Trung của Viettel vẫn còn đứng trên hậu vệ cuối cùng của Hà Nội.

#### Vòng 5, giai đoạn 1

##### Thép Xanh Nam ĐịnhgặpKhánh Hòa
Trong trận Thép Xanh Nam Định gặp Khánh Hòa trên sân Thiên Trường, trong tình huống tấn công ở phút bù giờ, Mai Xuân Quyết (Thép Xanh Nam Định) lao xuống và có pha cao chân đạp vào bóng rồi xô thẳng tới thủ môn Võ Ngọc Cường (Khánh Hoà). Ngay lập tức, trọng tài Trương Hồng Vũ cho Thép Xanh Nam Định hưởng 11m rồi định rút thẻ đỏ với thủ môn Võ Ngọc Cường. Tuy nhiên sau đó, ông Trương Hồng Vũ lại đổi ý, chỉ rút thẻ vàng với thủ môn của Khánh Hòa. 
Ngoài khán giả Nam Định, quyết định này của trọng tài Vũ gây nên bất bình vì ở pha quay chậm cho thấy tình huống phạt đền là tương đối nhạy cảm. Cho nên việc Khánh Hoà phải nhận quả phạt 11m dẫn tới bị gỡ hòa 1–1 dường như là quyết định sai lầm.
Theo nhận định của Ban trọng tài, trọng tài Trương Hồng Vũ đã đưa ra quyết định đúng trong tình huống dẫn tới quả phạt 11m dành cho Thép Xanh Nam Định. Cụ thể, Ban Trọng tài phân tích, cầu thủ Mai Xuân Quyết của Thép Xanh Nam Định đã chủ động chơi bóng và đã kiểm soát trái bóng trước khi thủ môn Võ Ngọc Cường bên phía Khánh Hòa băng ra với tốc độ cao, không kiểm soát được tốc độ và va chạm với cầu thủ Mai Xuân Quyết. Trọng tài Trương Hồng Vũ ban đầu cầm thẻ đỏ trên tay nhưng chưa đưa ra quyết định phạt thẻ đỏ đối với thủ môn của Khánh Hòa. Xét thấy sau tình huống thủ môn của Khánh Hòa phạm lỗi và cơ hội ghi bàn thắng của Thép Xanh Nam Định đã được tái lập thông qua quả đá phạt 11m, trọng tài Trương Hồng Vũ đã quyết định phạt thẻ vàng cho thủ môn của Khánh Hoà. Đây là quyết định đúng với tinh thần luật.
Sau trận đấu, HLV Võ Đình Tân của Khánh Hòa bức xúc: "Rõ ràng cầu thủ Nam Định đã dùng chân đạp sau khi tâng bóng lên, chân vung thẳng vào ngực thủ môn Khánh Hòa. Vậy thì lấy lý do gì để thổi phạt đền và định phạt thẻ đỏ thủ môn? Không có lý do gì hết. Thủ môn Khánh Hòa đang trong đà lao ra, không hề cản người, chưa hề chạm ai thì bên kia đạp thẳng vào ngực, chứ không phải cầu thủ Nam Định lướt đến rồi bị cản lại. Ban tổ chức hãy về xem lại xem tình huống đó như thế nào".

##### Thành phố Hồ Chí MinhgặpHà Nội
Trong trận Thành phố Hồ Chí Minh gặp Hà Nội trên sân Thống Nhất, ở phút 38, trọng tài biên Nguyễn Lâm Minh Đăng không phất cờ việt vị trong pha ghi bàn mở tỉ số của Lucão (Hà Nội). Điều này khiến các cầu thủ Thành phố Hồ Chí Minh lao ra đường biên để phản ứng. Họ cho rằng cầu thủ số 7 rơi vào thế việt vị trước khi ghi bàn. Pha chiếu chậm trên truyền hình cho thấy dường như trọng tài biên mắc sai lầm. Lucão đứng dưới hàng thủ đối phương khoảng 1/3 thân người khi Văn Quyết chuyền bóng cho anh. 
Sau trận đấu, HLV Vũ Tiến Thành (Thành phố Hồ Chí Minh) chỉ trích ông Nguyễn Quốc Hội, Chủ tịch HĐQT Công ty CPTT T&T (đơn vị chủ quản của CLB Hà Nội): "Tôi nói thật là cứ đá với Hà Nội là thua vì trọng tài. Tôi sẽ có người làm thống kê các trận đấu như vậy. Đá như vậy làm sao mà đá lại. Tôi nhiều lần phê bình VPF rồi, làm sao để Chủ tịch CLB Hà Nội nằm trong đó. Làm như vậy thì ai chịu cho nổi". Ông nhấn mạnh: "Hà Nội vừa hay lại vừa được trọng tài ủng hộ như vậy thì ai đá lại. Chơi thì phải chơi nghĩa khí. Họ cũng không cần phải mua trọng tài. Giờ thì chúng tôi phải chấp nhận kết quả mà đá tiếp thôi chứ sao. Đó là chưa nói đến Nam Định, không có 2 điểm của TP.HCM, không có điểm của Khánh Hòa thì họ chỉ có 6 điểm".

#### Vòng 6, giai đoạn 1

##### Hà NộigặpHải Phòng
Ngay phút đầu tiên của trận đấu Hà Nội gặp Hải Phòng, đội khách đã phải chịu một quả penalty sau khi trọng tài xác định Nguyễn Kiên Quyết (Hải Phòng) phạm lỗi với Lê Xuân Tú (Hà Nội) trong vòng cấm và Hà Nội đã vươn lên dẫn trước 1-0 sau đó. HLV Chu Đình Nghiêm (Hải Phòng) cho rằng trọng tài chính đã mắc lỗi nhận định trong tình huống thổi phạt đền cho Hà Nội khiến Hải Phòng thủng lưới sớm. Video tổng hợp cho thấy Kiên Quyết phạm lỗi với Xuân Tú ở ngoài vòng cấm nhưng trọng tài xác định ở trong vòng cấm.

#### Vòng 9, giai đoạn 1

##### Becamex Bình DươnggặpHà Nội
Tại phút 90+1 của trận đấu Becamex Bình Dương gặp Hà Nội, các cầu thủ Bình Dương cho rằng bóng đá chạm tay trung vệ Đỗ Duy Mạnh (Hà Nội) trong vòng cấm của Hà Nội và đề nghị trọng tài cho họ hưởng penalty. Mặc dù băng quay chậm cho thấy bóng đã chạm tay Đỗ Duy Mạnh nhưng không có phạt đền cho đội chủ nhà, kết quả cuối cùng hai đội hòa nhau 1-1.

##### Công An Hà NộigặpSông Lam Nghệ An
Ở phút thứ 45+1 trận đấu giữa Công An Hà Nội và Sông Lam Nghệ An, Đinh Xuân Tiến chuyền thuận lợi để Jordy Soladio thoát xuống và dứt điểm tung lưới Sỹ Huy. Tuy nhiên, trợ lý trọng tài Nguyễn Thành Sơn đã bắt lỗi việt vị với tiền đạo của đội khách, dù tình huống quay chậm cho thấy Soladio vẫn đứng trên hậu vệ cuối cùng của Công An Hà Nội. Trưởng ban trọng tài VFF Đặng Thanh Hạ thừa nhận trợ lý trọng tài đã sai lầm trong một thoáng mất tập trung, khi ở vị trí quan sát thuận lợi. Vị trợ lý trọng tài này sau đó đã bị đình chỉ làm nhiệm vụ ở vòng 10.

#### Vòng 1, giai đoạn 2

##### Hà NộigặpTopenLand Bình Định
Sau trận đấu với đội bóng áo tím tại Hàng Đẫy ở vòng 1, giai đoạn 2 V-league 2023, huấn luyện viên Nguyễn Đức Thắng của Topenland Bình Định cho rằng trận này trọng tài bỏ qua nhiều pha bóng nguy hiểm, mang tính triệt hạ của cầu thủ đội bóng áo tím khiến Phạm Văn Thành vì chấn thương, còn Hà Đức Chinh (đều của đội khách) cũng chịu nhiều pha vào bóng nguy hiểm.

#### Vòng 2, giai đoạn 2

##### Hồng Lĩnh Hà TĩnhgặpHà Nội
Tại vòng 2, giai đoạn 2 V-league 2023, trong trận đấu gặp Hồng Lĩnh Hà Tĩnh trên Sân vận động Hà Tĩnh, phút 34 khi tỷ số đang là 1-1, Văn Quyết đã lập công để đưa đội bóng áo tím vươn lên dẫn trước 2-1 dù anh đã để bóng chạm tay trước khi ghi bàn nhưng trọng tài không thổi còi và vẫn công nhận bàn thắng.

#### Vòng 3, giai đoạn 2

##### Hà NộigặpThép Xanh Nam Định
Tại vòng 3, giai đoạn 2 V-league 2023, trong phần họp báo sau trận đội bóng áo tím tiếp Thép Xanh Nam Định trên sân nhà, huấn luyện viên Vũ Hồng Việt của đội khách cho rằng trọng tài đã thổi không đúng ở một số tình huống nhạy cảm gây bất lợi cho Thép Xanh Nam Định. Trong đó, tại phút 64 của trận đấu, Coutinho (Thép Xanh Nam Định) đánh đầu chạm tay Bùi Hoàng Việt Anh (đội bóng áo tím) nhưng trọng tài Lê Vũ Linh nhận định cầu thủ đội chủ nhà không mắc lỗi.

##### Công An Hà NộigặpHải Phòng
Tại vòng 3, giai đoạn 2 V-league 2023, trong trận Công An Hà Nội gặp Hải Phòng tại phút 85,  Văn Hậu của đội chủ nhà bên cánh trái tạt bóng vào, cầu thủ Văn Đạt của Hải Phòng đã để bóng chạm tay trong tình huống lộn xộn nhưng trọng tài Nguyễn Đình Thái không cho CLB Công An Hà Nội hưởng penalty.

#### Vòng 6, giai đoạn 2

##### Đông Á Thanh HóagặpHà Nội
Tại vòng 6, giai đoạn 2 V-league 2023, trong trận Đông Á Thanh Hóa tiếp đón Hà Nội trên sân Thanh Hóa, trợ lý HLV đội chủ nhà Mai Xuân Hợp cho rằng Đông Á Thanh Hóa luôn bị thổi bất lợi, đặc biệt là tình huống dẫn đến bàn thua thứ 2 của đội.

### Xâm phạm thân thể trọng tài
Sau khi xâm phạm thân thể của trọng tài Nguyễn Lê Nguyên Thành bằng hình thức thúc củi chỏ vào ngực trọng tài và phải nhận thẻ đỏ từ trọng tài chính Nguyễn Mạnh Hải trong trận gặp Topenland Bình Định tại vòng 7, cầu thủ Văn Quyết của CLB Hà Nội bị Ban kỷ luật VFF ra án phạt kịch khung với việc treo giò 8 trận và phạt 40 triệu đồng. Ban giải quyết khiếu nại của VFF sau đó cũng đã quyết định không giảm án phạt với nhận định đây là lỗi cố ý, không kìm nén được bức xúc cá nhân; "là hành vi nhạy cảm, gây bất bình trong dư luận, làm xấu hình ảnh bóng đá trong xã hội và người hâm mộ, uy tín của giải, đạo đức tư cách và hình ảnh đẹp của các cầu thủ".

### Các quãng nghỉ của giải đấu
Sau vòng 4, Giải bóng đá Vô địch Quốc gia 2023 tạm nghỉ nghỉ đến tháng 4, tức là giải đấu tạm nghỉ sau ngày 19 tháng 2 để nhường chỗ cho các đội tuyển quốc gia tập trung và trở lại từ ngày 6 tháng 4. Báo Dân Việt nhận định, đây là câu chuyện khó tin của sân chơi chuyên nghiệp Việt Nam khi 14 câu lạc bộ phải tập chay hơn một tháng rưỡi. Bên cạnh đó, báo còn cho biết, chuyện nghỉ dài kéo theo việc xếp lịch thi đấu theo kiểu "dồn toa", rồi các trận đấu đá không vào được những ngày đẹp (cuối tuần) để các câu lạc bộ có thể bán vé, bởi những ngày giữa tuần khó thu hút đông đảo khán giả đến sân; nghĩa là họ sẽ bị thất thu về tiền vé, ảnh hưởng đến việc quảng bá cho các nhà tài trợ, còn các cầu thủ đá liên tục thì khó có thể thi đấu với phong độ tốt nhất để cống hiến cho khán giả. Trong khi đó, trang VOV2 của Đài Tiếng nói Việt Nam cho rằng khi V.League mùa này tạm nghỉ tới gần 50 ngày, trong bối cảnh vừa mới chỉ đi qua 4 vòng đấu thì rõ ràng đó là tình cảnh "dở khóc, dở cười". Đây cũng là một trong những nguyên nhân khiến Hồng Lĩnh Hà Tĩnh không còn duy trì được phong độ và dần bộc lộ những điểm yếu sau màn khởi đầu khá ấn tượng của họ ở đầu mùa giải.
Trao đổi với báo Tuổi Trẻ về những quãng V.League 2023 nghỉ thi đấu, huấn luyện viên Nguyễn Đức Thắng của Topenland Bình Định nêu quan điểm: "Tôi đã nói nhiều về việc này từ năm 2017 nhưng tình hình vẫn tiếp diễn và các CLB buộc phải thích nghi. Chúng ta cũng phải thông cảm cho ban tổ chức trong việc V.League có nhiều quãng nghỉ cho các đội tuyển tập trung. Ưu tiên thành tích của đội tuyển là nhiệm vụ mà các CLB phải phục vụ và có trách nhiệm". Trong khi đó, ông Vũ Hồng Việt, huấn luyện viên trưởng của Nam Định cho biết: "V.League nghỉ dài ngày vì đội tuyển quốc gia đã là quá rồi. Nay lại thêm tuyển U20 nữa thì rất không nên. Các đội bóng cần đóng góp tiếng nói trong việc sắp xếp lịch thi đấu". Sau trận thua Hà Tĩnh 2-3 tại vòng 4 V.League tối ngày 18 tháng 2, ông Chu Đình Nghiêm, huấn luyện viên của Câu lạc bộ Hải Phòng, cho biết: "Hai quãng nghỉ sắp tới dài gần 50 ngày dù chỉ mới qua 4 vòng, gây khó cho các CLB. Các cầu thủ chỉ vừa bắt nhịp với cường độ thi đấu thì đã phải nghỉ dài. Khi trở lại, các HLV phải giúp họ bắt nhịp trở lại. Tôi thấy giải đấu bị cắt vụn ra quá nhiều". Tiền vệ Lương Xuân Trường trao đổi với VTC News rằng việc nghỉ quá lâu có thể ảnh hưởng nhiều đến phong độ của các cầu thủ.
Sau khi trở lại vào ngày 6 tháng 4, giải chỉ thi đấu được thêm 12 ngày, rồi tiếp tục tạm nghỉ đến ngày 18 tháng 5. Ông Božidar Bandović, huấn luyện viên trưởng của Câu lạc bộ Hà Nội tỏ ra ngao ngán khi được hỏi về những quãng nghỉ này: "Thật sự đó là những quãng nghỉ rất dài. Chúng ta sẽ nghỉ một tháng rưỡi, rồi sau 3 trận nữa chúng ta lại nghỉ 35 ngày. Tôi chưa từng gặp quãng nghỉ như thế này". Báo Công an nhân dân nhận định rằng những quãng nghỉ dài như thế này "cũng là điều mà các CLB khác phải chấp nhận. Họ vẫn phải trả lương cho cầu thủ trong thời gian giải đấu tạm nghỉ, nhưng không có thêm nguồn thu nào".